# Przedmoście Warszawskie
Przedmoście Warszawskie lub Przedmoście Warszawa (niem. Brückenkopf Warschau) – linia fortyfikacji i umocnień ciągnąca się od Ryni nad Narwią, przez Strugę, Zielonkę, Starą Miłosnę, Wiązownę i Józefów aż do Wisły. Pierwsze prace rozpoczęły się w 1915 roku – od tego czasu fortyfikacje były wielokrotnie przebudowywane, aż do roku 1944. Obecnie większość fortyfikacji jest zniszczona, niektóre częściowo zasypane.

## Projekt linii fortyfikacji na wschód od Warszawy

### Plan rosyjski

Schemat Warszawskiego Rejonu Umocnionego. Wschodnią rubież zabezpieczać miały: Fort Beniaminów, Fort Maciołki (niezrealizowany), Fort Pustelniki (niezrealizowany), Fort Kawęczyn oraz Fort Wawer

W XIX wieku Warszawski Okręg Wojskowy był najdalej wysuniętym na zachód rosyjskim okręgiem wojskowym, a jego obszar w większości pokrywał się z terenami dawnego Królestwa Polskiego. Jednocześnie Warszawa była drugim po Petersburgu europejskim miastem w Imperium Rosyjskim. W związku z tym, po zaostrzeniu się sytuacji politycznej w Europie pod koniec lat 70., Rosjanie rozpoczęli prace nad ufortyfikowaniem tego obszaru tworząc Warszawski Rejon Umocniony (ros. Варшавской укрепленной район). Jego projekt opracowany w 1887 zakładał wykorzystanie istniejących już twierdz w Modlinie i Warszawie oraz nowych, planowanych obiektów jako podstawy do operacji przeciwko Niemcom i Austro-Węgrom. Koncepcja Rejonu była rozwinięciem istniejących od czasów napoleońskich pomysłów obrony tego obszaru w oparciu o trójkąt twierdz. Dodatkowym atutem terenu były liczne naturalne zapory i przeszkody w postaci rzek, bagien i wydm, które znakomicie nadawały się do obrony w przypadku kontrataku państw centralnych.
Rejon Umocniony ograniczały fortyfikacje, rozlokowane w uproszczeniu na planie trójkąta. Dwa z jego narożników tworzyły wymienione już twierdze, trzecim miała być Twierdza Zegrze. Boki tego trójkąta, oparte o Wisłę (Modlin-Warszawa) i Narew (Modlin-Zegrze) planowano uzupełnić samodzielnymi fortami w Łomiankach oraz Dębem. Trzeci bok (Warszawa-Zegrze), pozbawiony oparcia na dużych przeszkodach wodnych, został zaplanowany z wykorzystaniem obszarów leśnych i bagiennych, które znacznie utrudniały ruchy wojsk. Na tym odcinku zaplanowano budowę trzech nowych obiektów poza twierdzami: Fort Beniaminów, Fort Maciołki i Fort Pustelniki. Dodatkowo planowano wykorzystać dwa forty budowane w ramach Twierdzy Warszawa: Fort Kawęczyn oraz Fort Wawer.
Poprzez wzbogacenie o nowe fortyfikacje powstał 300 km² obszar forteczny. Jego rozległość pozwalała na przeprowadzenie bezpiecznej koncentracji wojsk, jak również na skuteczne blokowanie nieprzyjacielskiej ofensywy w rejonie Środkowej Wisły.
Gorącym zwolennikiem powstającego rejonu był gubernator Warszawy – Iosif Hurko. Dzięki jego staraniom w ekspresowym tempie ruszyła budowa linii fortów łączących Zegrze z Warszawą i zamykających trójkąt twierdz od wschodu. Dwa z nich: Wawer i Kawęczyn, zostały wzniesione w latach 1892–1893. W 1901 (lub 1898), na podstawie projektu fortu standardowego gen. inż. Wieliczki, rozpoczęto budowę umocnień w Beniaminowie. Prace te trwały aż do rozpoczęcia I wojny światowej. Pozostałe dwa forty w Pustelnikach i Maciołkach nigdy nie doczekały się realizacji. Ich budowę zaprzestano na oczyszczeniu przedpola i przygotowaniu dróg fortecznych.
Na skutek zmiany rosyjskich planów strategicznych po 1909 zarzucono rozbudowę umocnień Warszawskiego Rejonu Umocnionego.

### Plan niemiecki
1 sierpnia 1914 II Rzesza ogłosiła wojnę z Rosją. Po początkowych sukcesach Rosjan Niemcy przystąpili do ofensywy, gromiąc wojska rosyjskie w bitwach: pod Tannenbergiem oraz nad jeziorami mazurskimi. Na przełomie lipca i sierpnia 1915 wojska niemieckie zbliżyły się do Wisły. 3 sierpnia 1915 Rosjanie wydali rozkaz o opuszczeniu Warszawy. Wszystkie ważne elementy twierdzy oraz mosty zostały wysadzone w powietrze. 2 dni później Niemcy wkroczyli do miasta. Od 9 sierpnia do 20 sierpnia 1915 trwało oblężenie Twierdzy Modlin, z czego zasadnicze walki trwały tylko sześć dni.
Na tak zaskakująco szybki upadek najpotężniejszej rosyjskiej twierdzy złożyło się wiele czynników. Obrońców osłabiało kiepskie wyszkolenie do walk w twierdzy i brak odpowiedniego wyposażenia, brak wykończenia większości obiektów pierścienia zewnętrznego twierdzy i nade wszystko słaba wola walki tak dowódców, jak i ich podkomendnych. Na korzyść Niemców przemawiało doskonałe wyszkolenie wojsk w prowadzeniu ataków na obiekty umocnione wyniesione z walk na froncie zachodnim oraz fakt, że w ręce niemieckie jeszcze przed rozpoczęciem walk wpadł sztabowy samochód rosyjski wraz z dokładnymi planami umocnień.
Ciąg piaszczystych wydm i podmokłych lasów zwrócił uwagę kajzerowskich sztabowców, zaraz po zdobyciu tych terenów w 1915. Wykorzystując warunki naturalne Niemcy postanowili ufortyfikować ciąg wydm od Ryni nad Narwią, przez Strugę, Zielonkę, Starą Miłosnę, Wiązownę i Józefów aż do Wisły. Nowo powstałej linii umocnień nadano nazwę Przedmoście Warszawa (niem. Brückenkopf Warschau). Miała ona za zadanie zabezpieczać od wschodu ważne przeprawy mostowe na Wiśle i Narwi, jak również samą Warszawę przed spodziewaną kontrofensywą wojsk rosyjskich.

## Umocnienia z I wojny światowej

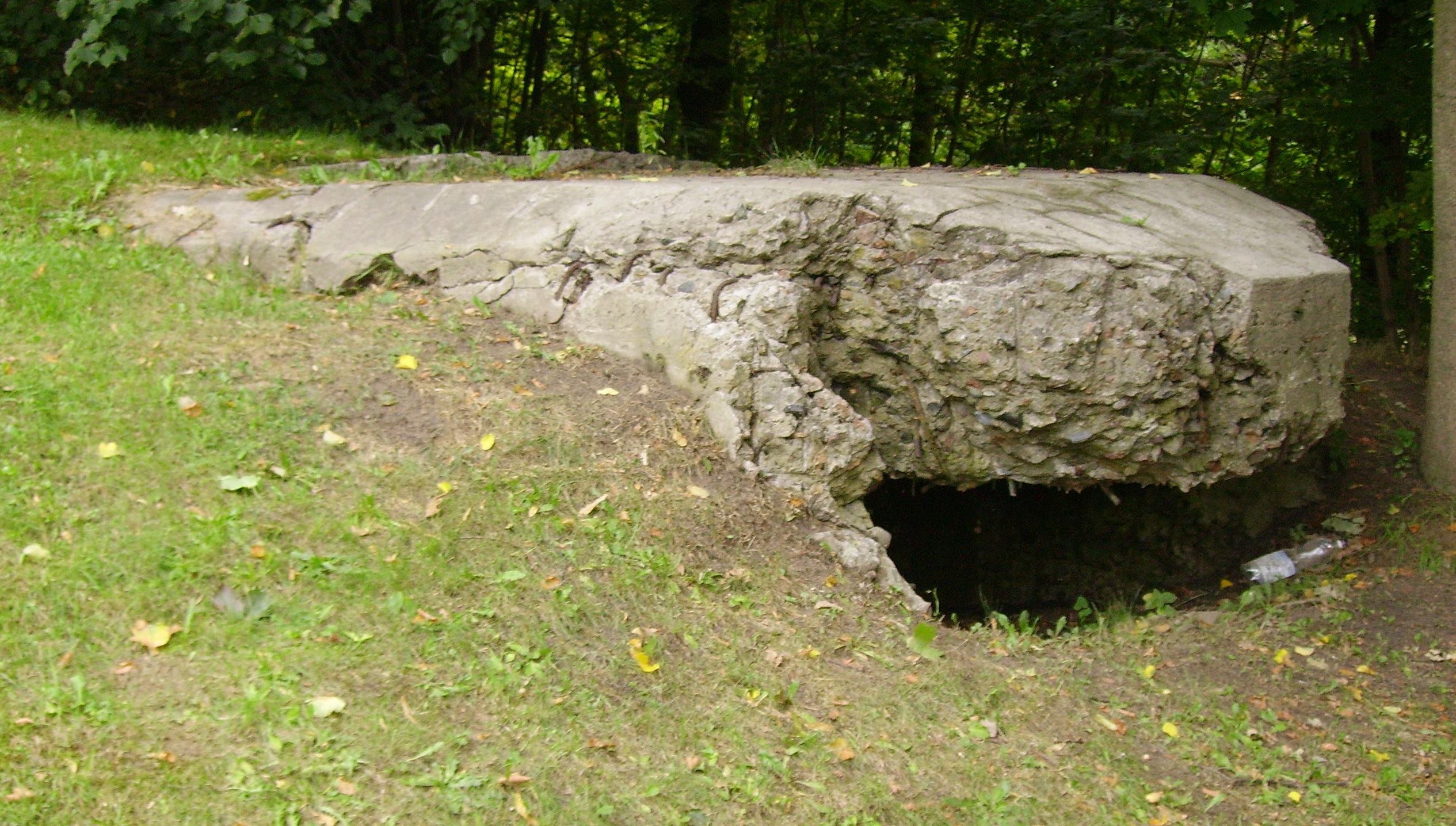
Pierwszowojenny schron bojowy, Wiązowna

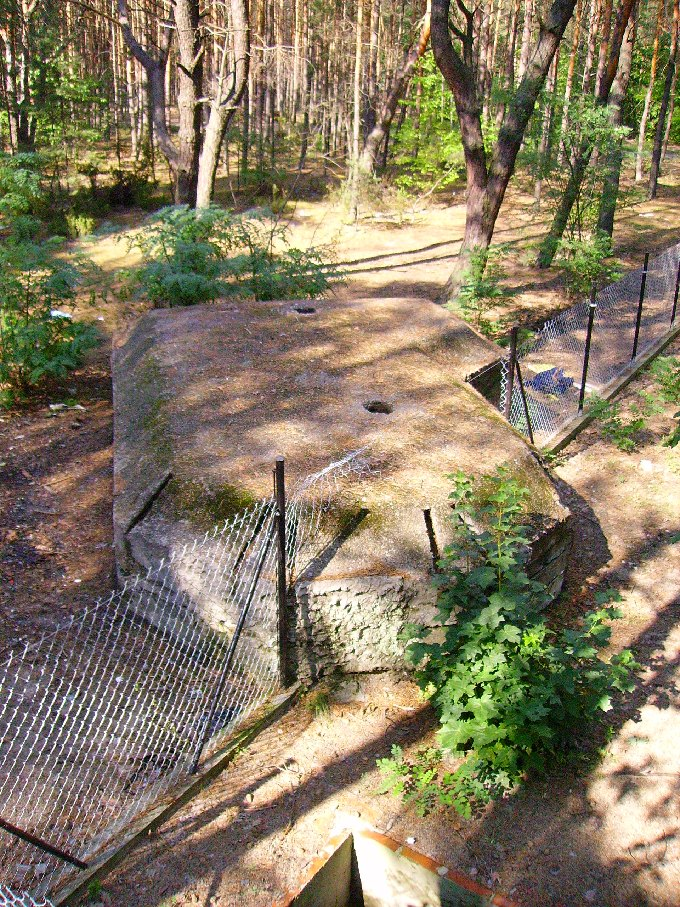
Pierwszowojenny schron obserwacyjny, Józefów

Wznoszone przez niemieckich saperów na przełomie 1915 i 1916 umocnienia przebiegały na linii Ostrów – Beniaminów – Struga – Zielonka – Rembertów – Stara Miłosna – Majdan – Wiązowna – Józefów. Wiosną 1916 dokonano modyfikacji polegającej na wysunięciu prawego skrzydła umocnień do przodu od Majdanu przez Wiązownę i dalej wzdłuż rzek Mieni i Świdra do Wisły, ustalając tym samym ostateczny przebieg Brückenkopf Warschau.
Nowo powstała linia umocnień biegła następująco: Nowa Wieś, dalej na wschód poprzez tereny dzisiejszego Józefowa, następnie dochodziła do mostu kolejowego i przebiegała dalej prawym brzegiem Świdra i Mieni do wsi Emów i Wiązowna. Na zachód od Wiązowny skręcała na północ i grzbietami wydmowych wzgórz dochodziła przez Góraszkę, Zagórze, Starą Miłosnę, Zieloną do wschodniego skraju Rembertowa. Następnie przebiegała na wschód od linii kolejowej stanowiącej łącznik pomiędzy koleją terespolską i petersburską, przez teren poligonu artyleryjskiego w Rembertowie. Dalej biegła w kierunku północnym, grzbietami wzgórz, przez Maciołki, Wólkę Radzymińską, Dąbkowiznę do carskiego fortu Beniaminów. Stamtąd linie biegła w kierunku północnym do rzeki Rządza i jej lewym brzegiem do Narwi.
Wzniesione w latach I wojny światowej umocnienia Brückenkopf Warschau stanowiły nowoczesną linię obrony doskonale wkomponowaną w teren przy wykorzystaniu jego walorów obronnych – wzniesień, mokradeł, rzek. Niewątpliwą zaletą linii była jej niewielka długość oraz poprowadzenie z drobnymi odstępstwami w linii prostej na osi północ – południe. Dodatkowym atutem była bardzo dobrze rozwinięta sieć drogowa i kolejowa, która ułatwiała manewrowanie odwodami i kierowanie własnych wojsk na najbardziej zagrożone odcinki frontu.
Linia Przedmościa dzieliła się na dwie części: północną – opartą na przejętych i rozbudowanych fortyfikacjach rosyjskich oraz południową w całości zbudowaną przez Niemców. Miejscem połączenia obu części był teren poligonu w Rembertowie. Na całej długości Niemcy wznieśli kilkadziesiąt żelbetonowych schronów z których większość stanowiły niewielkie schrony bojowe, obserwacyjno-bojowe i pogotowia. Co 500–800 m znajdował się schron na ckm składający się z wydłużonego pomieszczenia 4 × 2 m z małą strzelnicą z przodu lub umocnione stanowisko ckm. Wzdłuż całej linii wykopano rowy strzeleckie, wzdłuż których ciągnęły się zasieki przeciwpiechotne z drutu kolczastego o szerokości 3 m, rozciągnięte na trzech rzędach palików drewnianych lub metalowych. Ponadto na pierwszej linii znajdowały się dobrze wkomponowane w teren, usytuowane skrzydłowo stanowiska karabinów maszynowych oraz punkty obserwacyjne artylerii. Przedpola zostały oczyszczone z drzew i krzewów w celu ułatwienia obserwacji i prowadzenia ognia. Na zapleczu zostało rozlokowanych kilkadziesiąt stanowisk artyleryjskich, których zadaniem było wspieranie ogniem dział walczących oddziałów na pierwszej linii. W celu poprawy komunikacji na Przedmościu Warszawskim wybudowano szereg dróg rokadowych, a w 1916 powstała linia kolejki wąskotorowej Wawer – Nieporęt – Zegrze.
Ostatecznie, całkowita długość wzniesionych umocnień wynosiła około 55 km. Zgodnie z niemieckimi planami na wypadek rosyjskiej ofensywy umocnienia Brückenkopf Warschau miały zostać obsadzone 4-5 dywizjami piechoty wzmocnionymi 80 bateriami artylerii.
Do początku 1918 umocnienia były pilnowane, choć nie rozbudowywano ich, ani nie poddawano konserwacji. Związane było to z panującą sytuacją na froncie wschodnim, który przebiegał daleko w głąb Rosji. Utrata znaczenia strategicznego umocnień spowodowała, że na początku roku dowództwo niemieckie wydało rozkaz o ich likwidacji. W listopadzie 1918 zmieniła się sytuacja geopolityczna – zakończyła się I wojna światowa, a Polska uzyskała niepodległość. Pojmując znaczenie militarne linii fortyfikacji zabezpieczających od wschodu Warszawę, w styczniu 1919, polskie władze wojskowe wstrzymały rozbiórkę umocnień. Dodatkowo poniemieckie umocnienia zyskały wojskową ochronę, która okazała się niewystarczająca do zabezpieczenia obiektów. Pomimo ochrony miejscowa ludność rozgrabiła wszystkie mogące się do czegokolwiek przydać materiały. W związku z brakiem środków finansowych na remonty oraz skuteczną ochronę, późnym latem 1919 wydano ponownie zgodę na rozbiórkę umocnień. Prace rozbiórkowe wstrzymano dopiero pod koniec czerwca 1920, wobec zbliżającej się ofensywy bolszewickiej.

## Wojna polsko-bolszewicka

### Przygotowanie pozycji obronnych

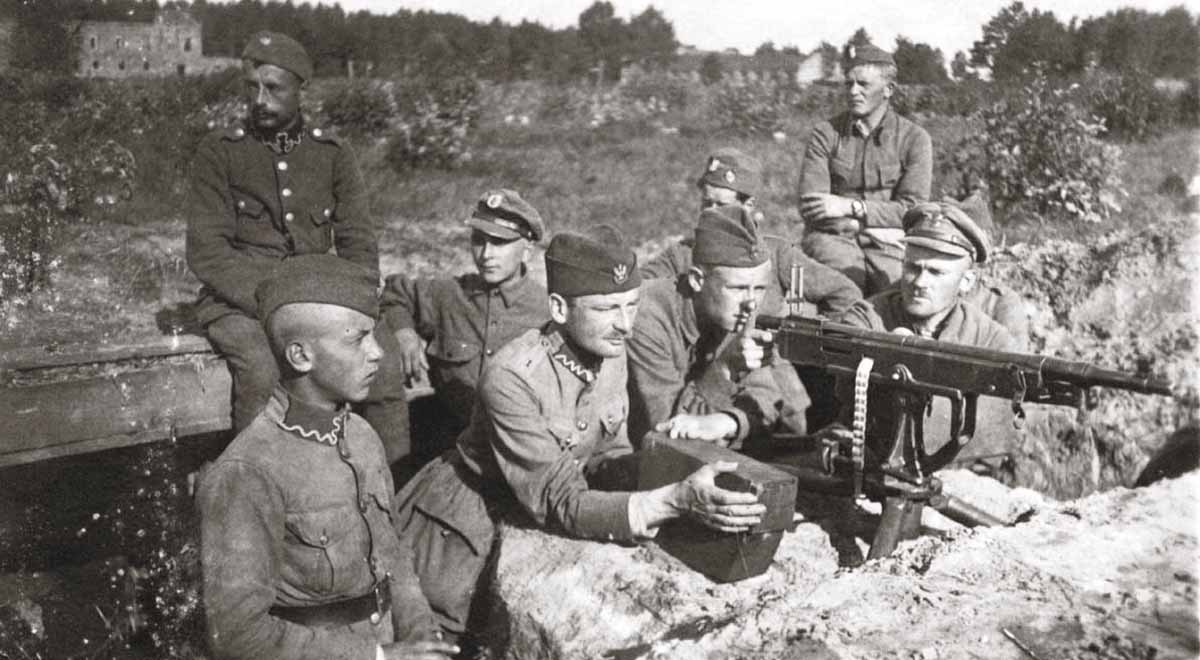
Przedmoście Warszawskie – polskie pozycje pod Miłosną, sierpień 1920; stanowisko ciężkiego karabinu maszynowego Colt M1914

Latem 1920 konflikt polsko-bolszewicki, wszedł w decydującą fazę. W pierwszych dniach sierpnia Naczelny Wódz Józef Piłsudski podjął decyzję o zatrzymaniu ofensywy bolszewickiej na przedpolach Warszawy, a następnie po wykonaniu uderzeń oskrzydlających znad Wkry, a później Wieprza, wyjść na tyły Armii Czerwonej i zmusić ją do odwrotu. Najważniejsze zadanie w tej operacji miały realizować wojska, które przyjmowały na siebie ciężar uderzenia Armii Czerwonej dowodzonej przez Michaiła Tuchaczewskiego na przedpolach Warszawy. Zadanie obrony Warszawy od wschodu zostało powierzone Frontowi Północnemu dowodzonemu przez gen. Józefa Hallera, a w szczególności 1 Armii dowodzonej przez gen. Franciszka Latinika.
Armia polska stanęła na pozycjach obronnych, w skład których przewidziano cztery linie umocnione. Pierwsza z nich, najdalej wysunięta na wschód biegła od Twierdzy Zegrze, następnie dolnym biegiem rzeki Rządzy do Dybowa, by potem przez miejscowości: Kraszew, Helenów do Nowej Czarnej połączyć się z bagnem Białe Błota (na wschód od Wołomina), i dalej skrajem miasta, poprzez Leśniakowiznę, teren poligonu artyleryjskiego, na wschód od Okuniewa, dochodziła do Wiązowny i dalej ku Wiśle.
Drugą linię obrony stanowiły pozostałości po carskich i niemieckich umocnieniach położonych w pasie: Beniaminów – Struga – Zielonka – Rembertów – Zakręt – Emów – Józefów. Była to de facto linia Przedmościa Warszawskiego według projektu niemieckiego. Jako trzeci pas przewidywano pozycje na obrzeżach warszawskiej dzielnicy – Pragi, ostatnią – czwartą linię stanowiły przyczółki mostowe.
W skład 1 Armii gen. Latinika w czasie walk na Przedmościu Warszawskim wchodziły:
- VII Brygada Rezerwowa płk. Stanisława Małachowskiego (rejon Zegrza)
- 11 Karpacka Dywizja Piechoty płk. Bolesława Jaźwińskiego (Bug – Narew – Leśniakowizna)
- 8 Dywizja Piechoty płk. Stanisława Burhardt-Bukackiego (Leśniakowizna – Okuniew)
- 15 Wielkopolska Dywizja Piechoty gen. Władysława Junga (Okuniew – Wisła).

Ponadto w odwodzie armii stała 1 Dywizja Litewsko-Białoruska gen. Jana Rządkowskiego (Marki), a w krytycznym momencie została użyta 10 Dywizja Piechoty płk. Lucjana Żeligowskiego (Jabłonna) będąca w odwodzie Frontu Północnego. Do dyspozycji 1 Armii były trzy pociągi pancerne: („Mściciel”, „Paderewski” i „Danuta”), związki artylerii, czołgi, lotnictwo oraz wywiad taktyczny zwłaszcza jego część – radiowywiad. Ogółem na linii Przedmościa Warszawskiego zgromadzono: przeszło 30 tysięcy żołnierzy, 450 ciężkich karabinów maszynowych i 250 dział.
Zgodnie z rozkazem Naczelnego Wodza, związki 1 Armii już z okolic Małkini (linia Bugu) rozpoczęły planowy odwrót, na przewidziane pozycje przedmościa. Wojska bolszewickie niesione hasłami wielkiej rewolucji światowej, posuwały się w ślad za Wojskiem Polskim. Na odcinku przedmościa atakowały:
- 3. Armia Władimira Łazariewicza (wzdłuż rzeki Bug, na przestrzeni od Pułtuska, aż po kolej z Warszawy do Białegostoku)
- 16. Armia Nikołaja Sołłohuba (od 3. Armii do Garwolina).

Związki sowieckie biorące udział w natarciu na Warszawę liczyły według szacunkowych i zaniżonych danych ok. 15 000 żołnierzy i 1100 szabel.

### Walki

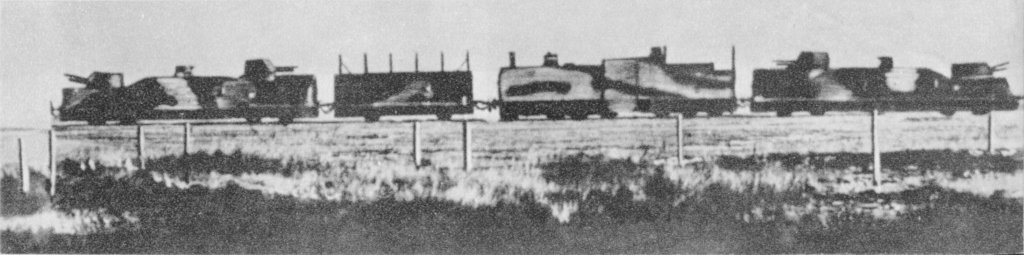
Polski pociąg pancerny „Danuta”, wykorzystywany w walkach z bolszewikami na Przedmościu Warszawskim; zdjęcie pochodzi z 1939 roku

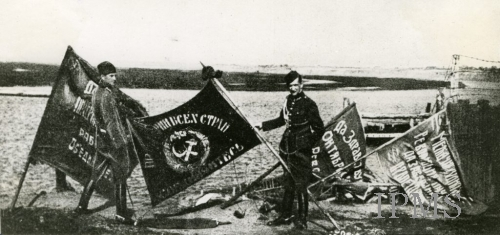
Zdobyte pod Warszawą sztandary Armii Czerwonej, sierpień 1920

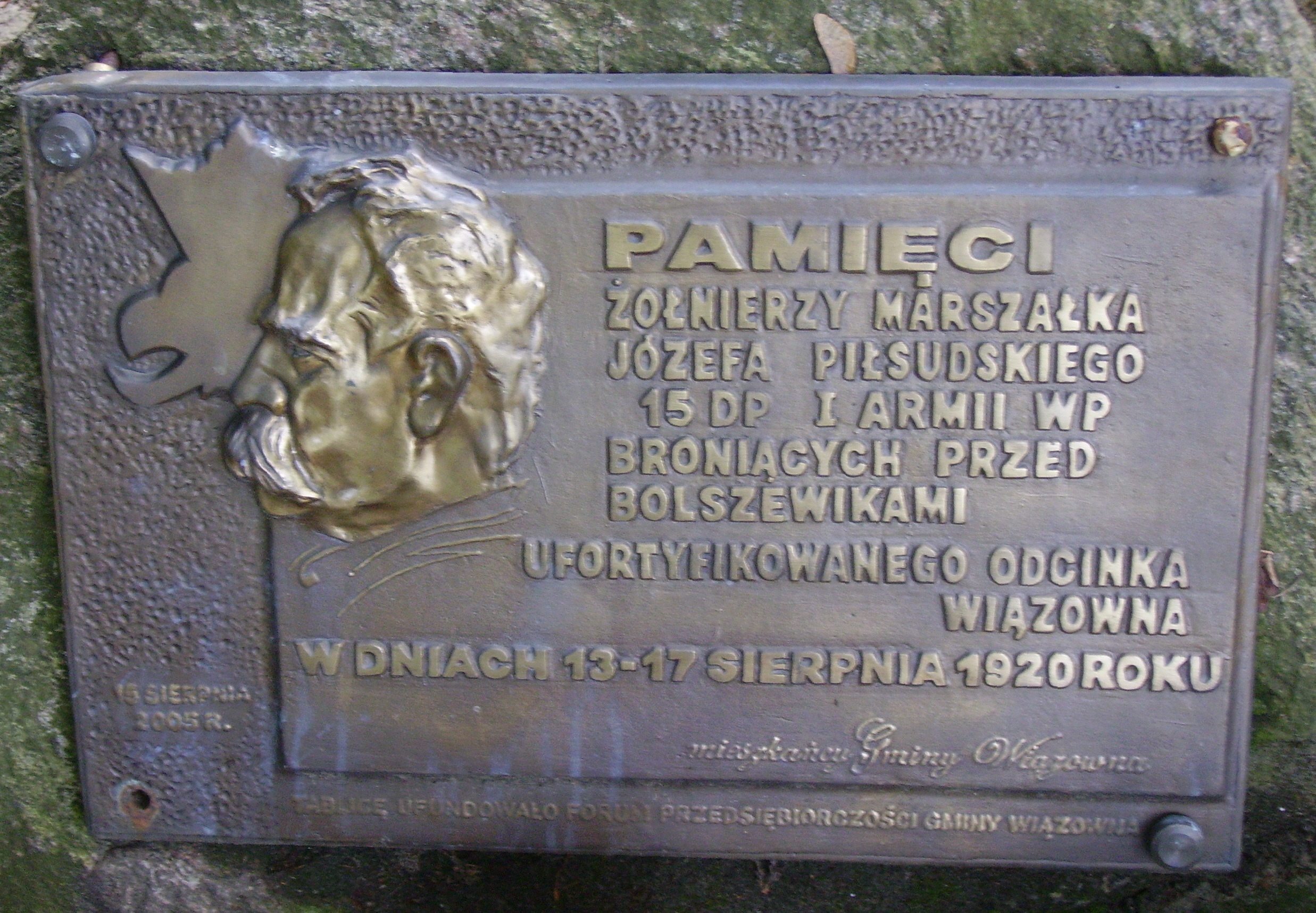
Tablica poświęcona żołnierzom 15 DP, Wiązowna

10 sierpnia 1920 Tuchaczewski wydał rozkaz zdobycia wschodniej dzielnicy Warszawy – Pragi. Do boju ruszyła 21 Dywizja Piechoty ze składu 3 Armii, która jako jedyna tego związku taktycznego znajdowała się na południe od Bugu. Miała ona nacierać przez Radzymin na Pragę. Zbieżne zadanie powierzono 16 Armii, która miała zająć przedmoście od Modlina po Karczew.
Pierwsze oddziały bolszewickie pojawiły się przed pierwszą linią obrony 12 sierpnia w godzinach wieczornych. Od tego momentu rozpoczyna się nieprzerwana batalia o utrzymanie linii obronnych warszawskiego przedmościa. W następnym dniu Armia Czerwona potężnym uderzeniem zdołała przełamać obronę 46 pułku piechoty pod Dybowem oraz Kraszewem i po zażartej walce zajęła Radzymin. Poczynione próby jego odbicia przez 46 pp nie dały rezultatu. W celu opanowania sytuacji i przywrócenia ciągłości pierwszej linii obrony dowódca 1 Armii postanowił włączyć do walki o Radzymin swoją odwodową 1 Dywizję Litewsko-Białoruską. Pomimo zaangażowania tej jednostki, 14 sierpnia nie udało się trwale zająć Radzymina.
Krytycznym momentem w bojach obronnych na przedmościu był atak jednostek bolszewickich w okolicach Wólki Radzymińskiej przez szosę Nieporęt – Rembertów, która stanowiła drugą linię obrony i osiągnięcie rejonu Izabelina. W tym samym czasie dowództwo 1 Armii postanowiło wykorzystać 10 Dywizję Piechoty stacjonującą w Legionowie do ponownego ataku na Radzymin. Podchodząca na pozycje wyjściowe dywizja, weszła bojem w ugrupowania Armii Czerwonej powodując panikę w szeregach nieprzyjaciela. Wykorzystując moment zaskoczenia przeszła do ataku. Po całodziennym boju, dywizja ostatecznie wyzwoliła Radzymin. Bardziej stabilna sytuacja w rejonie przedmościa, miała miejsce w rejonie położonym na południe od Radzymina na odcinku od Starej Miłosny poprzez Wiązownę, Emów aż po Świerk, gdzie zacięty i skuteczny opór od 13 do 16 sierpnia stawiały oddziały XXIX Brygady Piechoty płk Stanisława Wrzalińskiego. 16 sierpnia, w godzinach południowych, oddziały polskie wyparły bolszewików z okolic Radzymina i ponownie obsadziły pierwszą linię obrony. Tego samego dnia znad Wieprza Józef Piłsudski poprowadził kontrofensywę.
W dniu następnym na Bolszewików uderzyły oddziały broniące dotychczas Przedmościa. Grupa płk. Stanisława Wrzalińskiego ze składu 15 Dywizji Piechoty oraz wspomagające ją oddziały 14 Dywizji Piechoty idące z południa wykonały natarcie na Mińsk Mazowiecki. Oddziały grupy bojowej Wrzalińskiego ok. 18:00 zajęły centrum Mińska Mazowieckiego. Późnym wieczorem 17 sierpnia Tuchaczewski, widząc skutki kontrofensywy polskiej, wydał 16 Armii rozkaz wycofania się na linię rzeki Liwiec. W ślad za nią ruszyła na wschód polska 1 Armia gen. Franciszka Latinika.
Katastrofalna sytuacja na froncie polsko-bolszewickim w lipcu i sierpniu 1920 roku zmusiła polski Sztab Generalny do budowy pod Warszawą nowych, jak również do remontu starszych, umocnień. Nowa, pierwsza linia obrony przebiegała wzdłuż linii Karczew, Wiązowna, Okuniew, Wołomin, Dybów, Rynia. Drugą zaś składała się w większości z umocnień Brückenkopf Warschau. W dniach 12–16 sierpnia 1920 stała się oparciem dla wojsk 1 Armii gen. Franciszka Latinika, broniących dostępu do Warszawy. Po roku 1920 następowała systematyczna dewastacja i grabież umocnień, w szczególności przez ludność miejscową, która poszukiwała głównie elementów metalowych. W takim stanie umocnienia przetrwały do roku 1939.

## Kampania wrześniowa

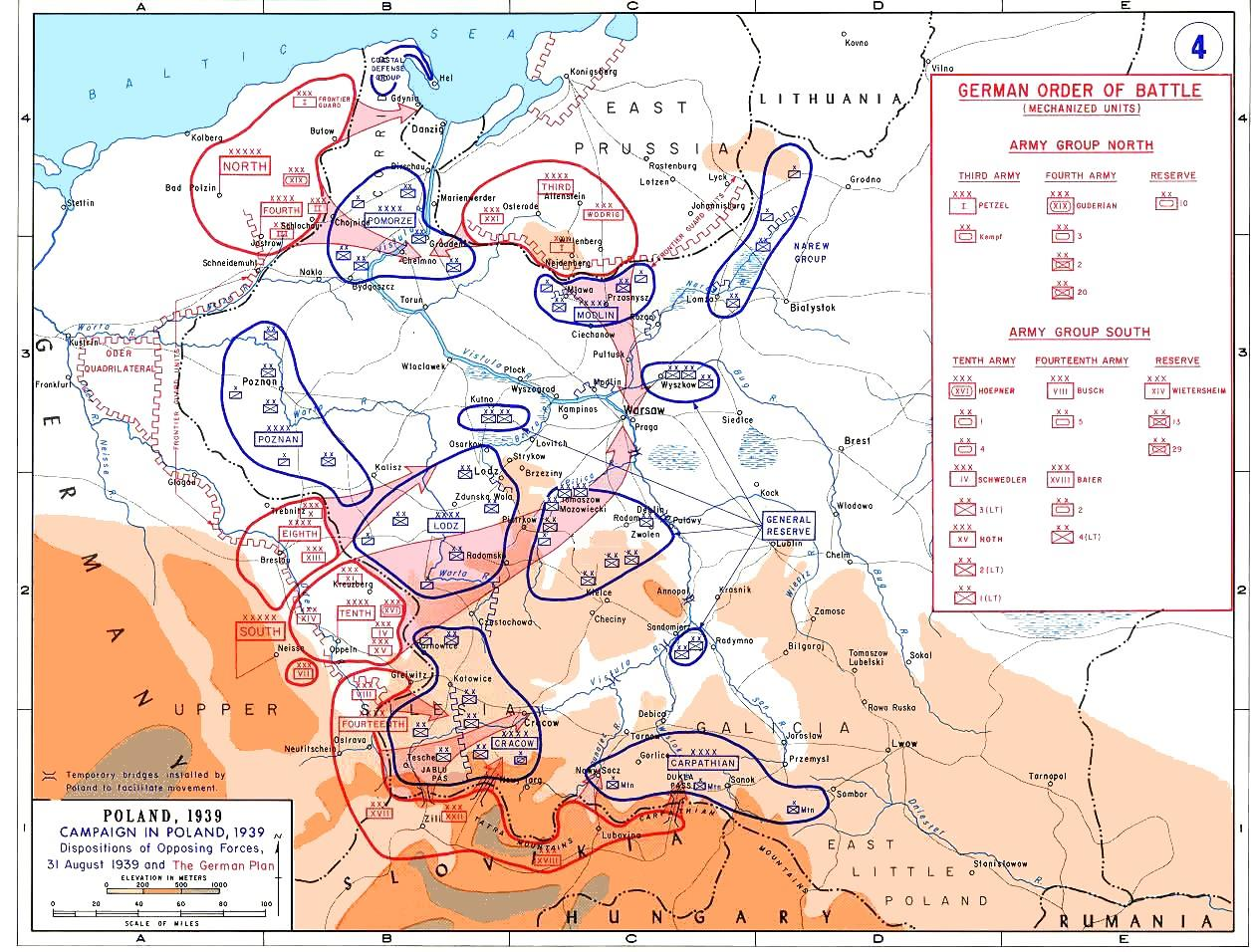
Położenie sił polskich i niemieckich 31 sierpnia 1939 oraz niemiecki plan ataku

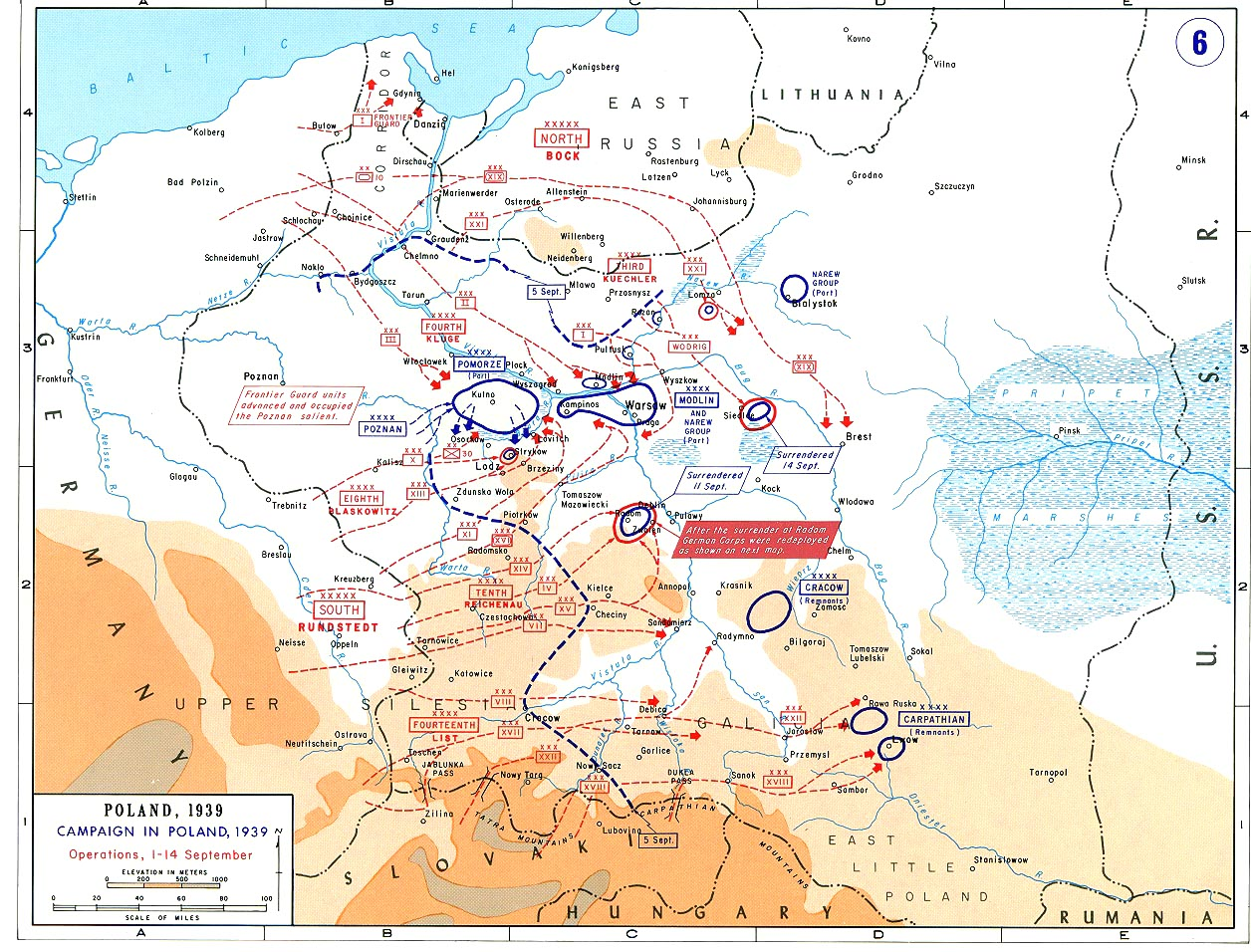
Postępy armii niemieckich do 14 września 1939

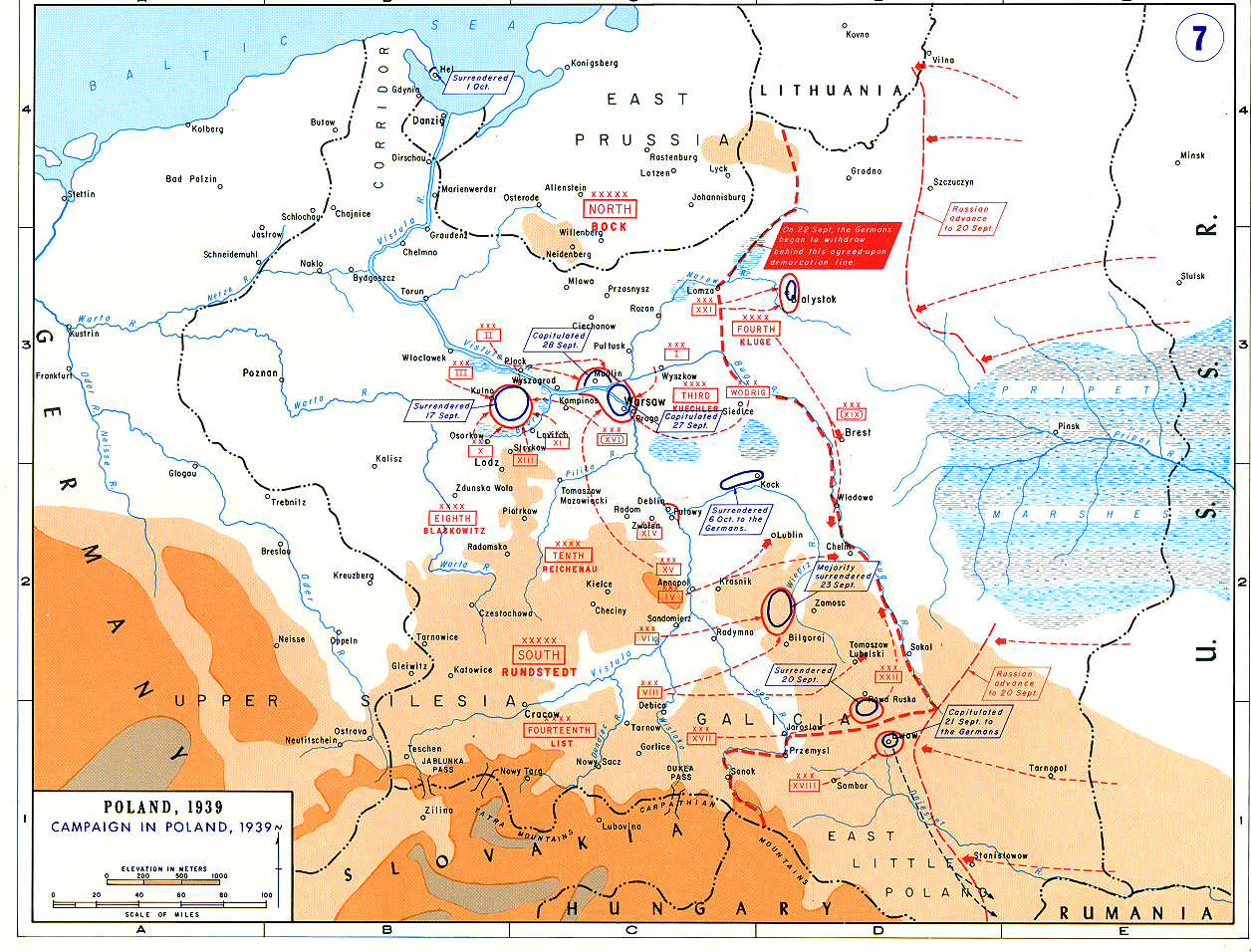
Sytuacja po 14 września 1939

W związku z narastającym napięciem w relacjach polsko-niemieckich oraz groźbą wybuchu wojny Sztab Generalny Wojska Polskiego rozpoczął prace nad przygotowaniem planu obronnego na wypadek agresji niemieckiej. W założeniach do planu obronnego „Zachód” przewidywano możliwość wycofania wojsk polskich na linię środkowej Wisły. Wobec nieukończenia prac nad powyższym planem przed wrześniem 1939, szczegółowa rola i miejsce Warszawy w planie wojny z Niemcami nie została uwzględniona. Stąd też nie posiadano ani szczegółowej koncepcji, ani planu obrony Warszawy. Opracowany był jedynie w wersji daleko niepełnej plan rozproszenia ludności stolicy oraz plan obrony przeciwlotniczej. Dla lądowej obrony stolicy początkowo nie przewidziano żadnych sił i środków, nie przygotowując też żadnych umocnień polowych. Przy czym w założeniach brano pod uwagę, że Warszawa może być przez wojska niemieckie zagrożona jedynie od zachodu. Zakładano, że od północy dostateczną i skuteczną zaporą dla wroga będzie broniona linia Narwi i Bugu z silnie umocnionym rejonem Modlina. Nie brano również pod uwagę uderzenia Niemców z południowego wschodu.
Klęska w bitwie granicznej, nadspodziewanie szybkie postępy wojsk niemieckich i coraz bardziej realne zagrożenie stolicy ze strony niemieckich wojsk lądowych spowodowały w dniu 3 września podjęcie decyzji przygotowania Warszawy do obrony.
Pomimo heroicznej postawy wojsk polskich w bitwie pod Mławą nie udało się powstrzymać natarcia 3 Armii z Prus Wschodnich. 4 września, wobec niemożliwości utrzymania oskrzydlonej od wschodu pozycji mławskiej dowództwo polskie zdecydowało się na odwrót w kierunku Modlina. Zdezorganizowane i częściowo rozbite pododdziały 8 i 20 Dywizji Piechoty weszły w skład Grupy Operacyjnej gen. Zulaufa. Grupa, utworzona 4 września w ramach Armii Modlin, miała za zadanie obrony linii Narwi i Wisły od Serocka do Wyszogrodu. 10 września 1939, część oddziałów 8 i 20 DP obsadziła linię umocnień Przedmościa Warszawskiego w rejonie Beniaminów – Zielonka.
Niemiecki sukces pod Mławą umożliwił dowództwu 3 Armii głęboki manewr oskrzydlający całą obronę Warszawy. Jednostki I Korpusu Armii i Korpusu Armijnego „Wodrig” zostały skierowane do sforsowania Narwi i zdobywając główne punkty oporu na linii rzeki – Pułtusk i Różan – uniemożliwiły stworzenie stałego frontu. W ten sposób polski plan obrony załamał się.
Tymczasem dowództwo obrony Warszawy dążyło usilnie do jak najdłuższego niedopuszczenia do zamknięcia miasta od wschodu i utrzymania bezpośredniej łączności z wojskami walczącymi na wschód od Wisły. Natarcie niemieckiej 3 Armii zmusiło polską Grupę Operacyjną gen. Zulaufa do opuszczenia obrony nad Narwią. Na rozkaz gen. Rómmla, w nocy z 13 na 14 września zajęła obronę na Pradze i wschodnich jej przedpolach, porzucając umocnienia Przedmościa Warszawskiego. W ten sposób w dniu 14 września Niemcy zamknęli pierścień okrążenia wokół Warszawy siłami około sześciu dywizji. Pomimo przewagi liczebnej i w uzbrojeniu, Niemcom nie udało się złamać obrony przedmościa praskiego. Dopiero podpisanie 27 września aktu kapitulacji stolicy zakończyło walki na Pradze.

## Budowa (1940–1944)

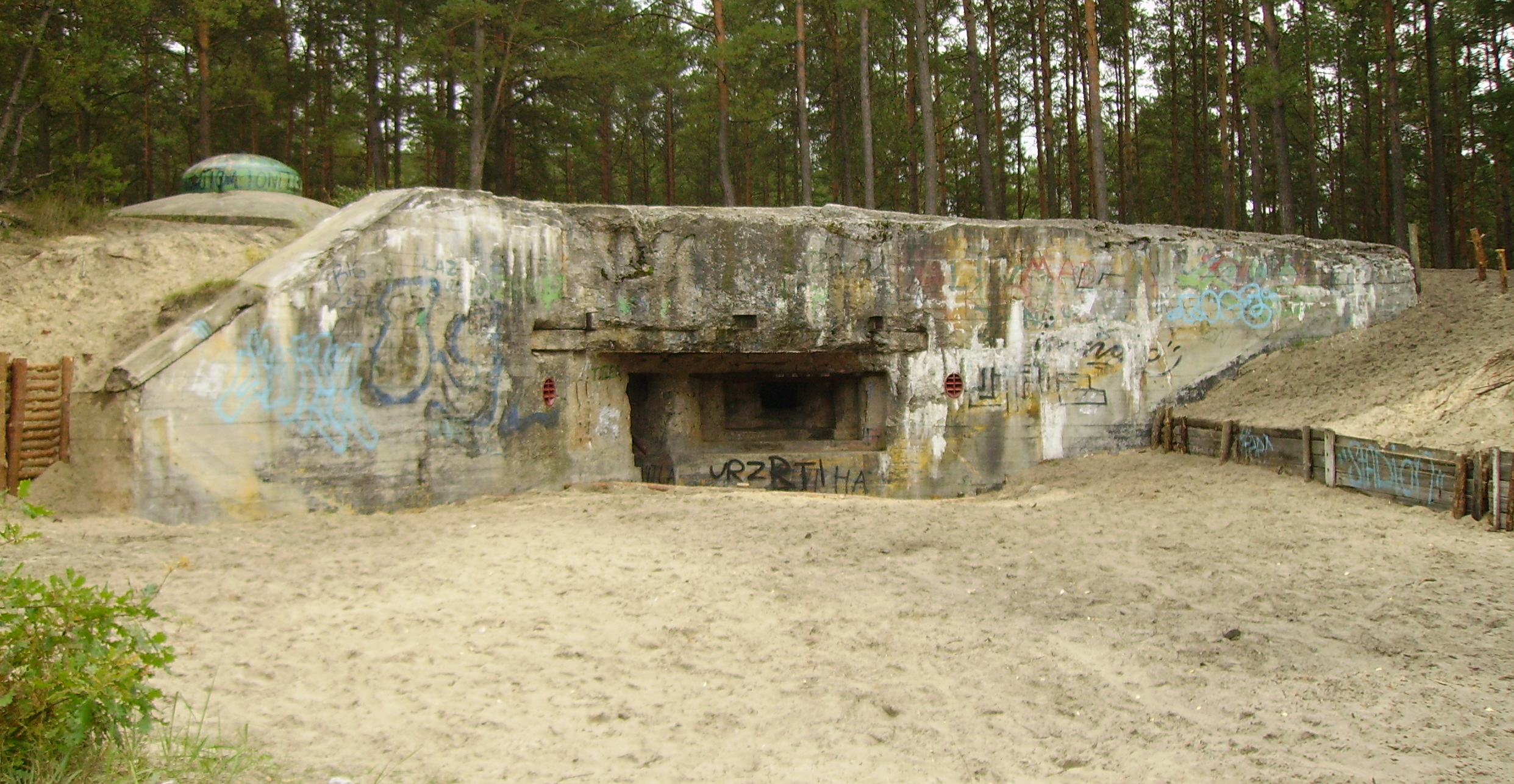
Schron typu Regelbau 120a, Dąbrowiecka Góra

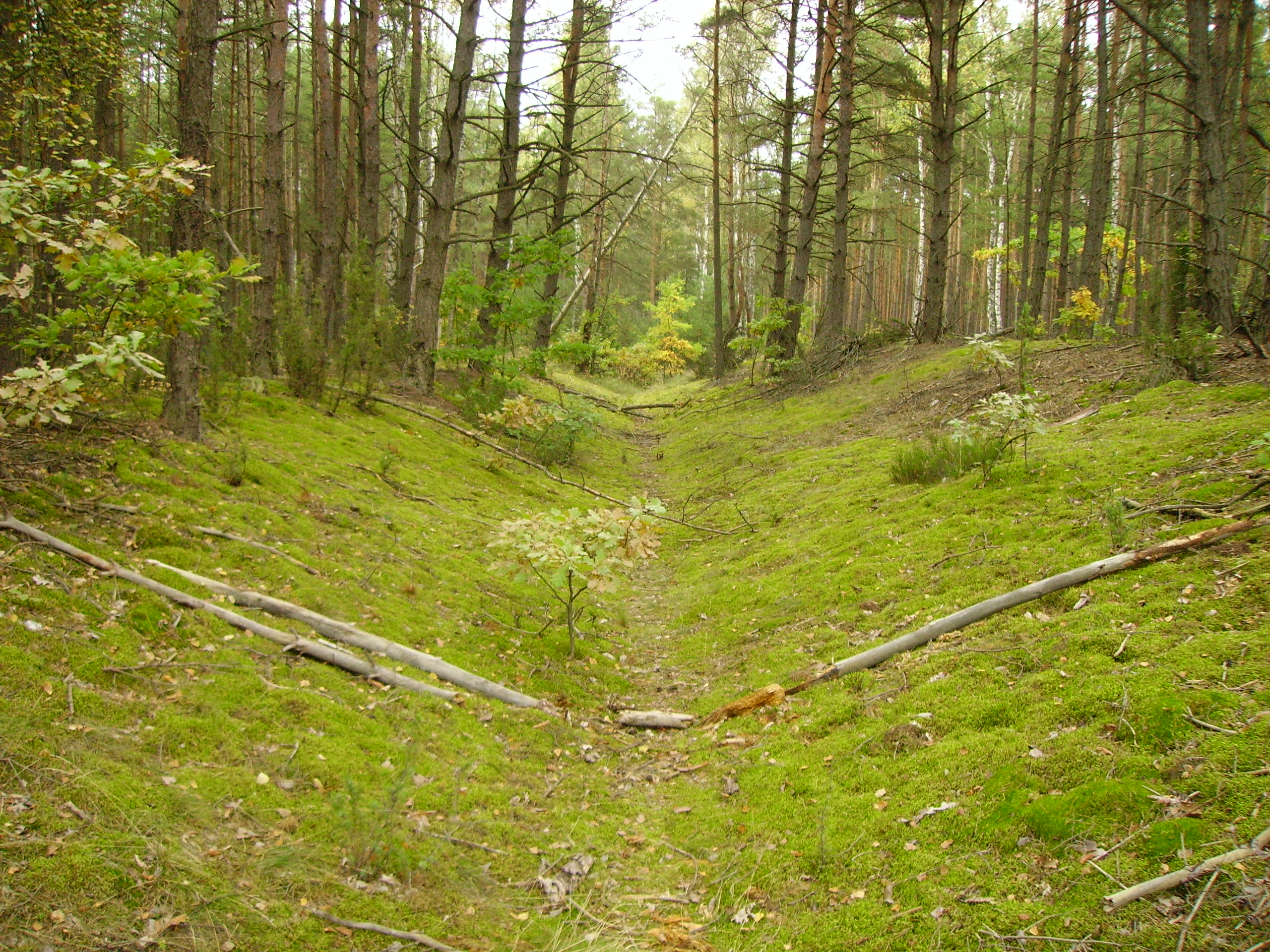
Fragment rowu przeciwczołgowego, Dąbrowiecka Góra

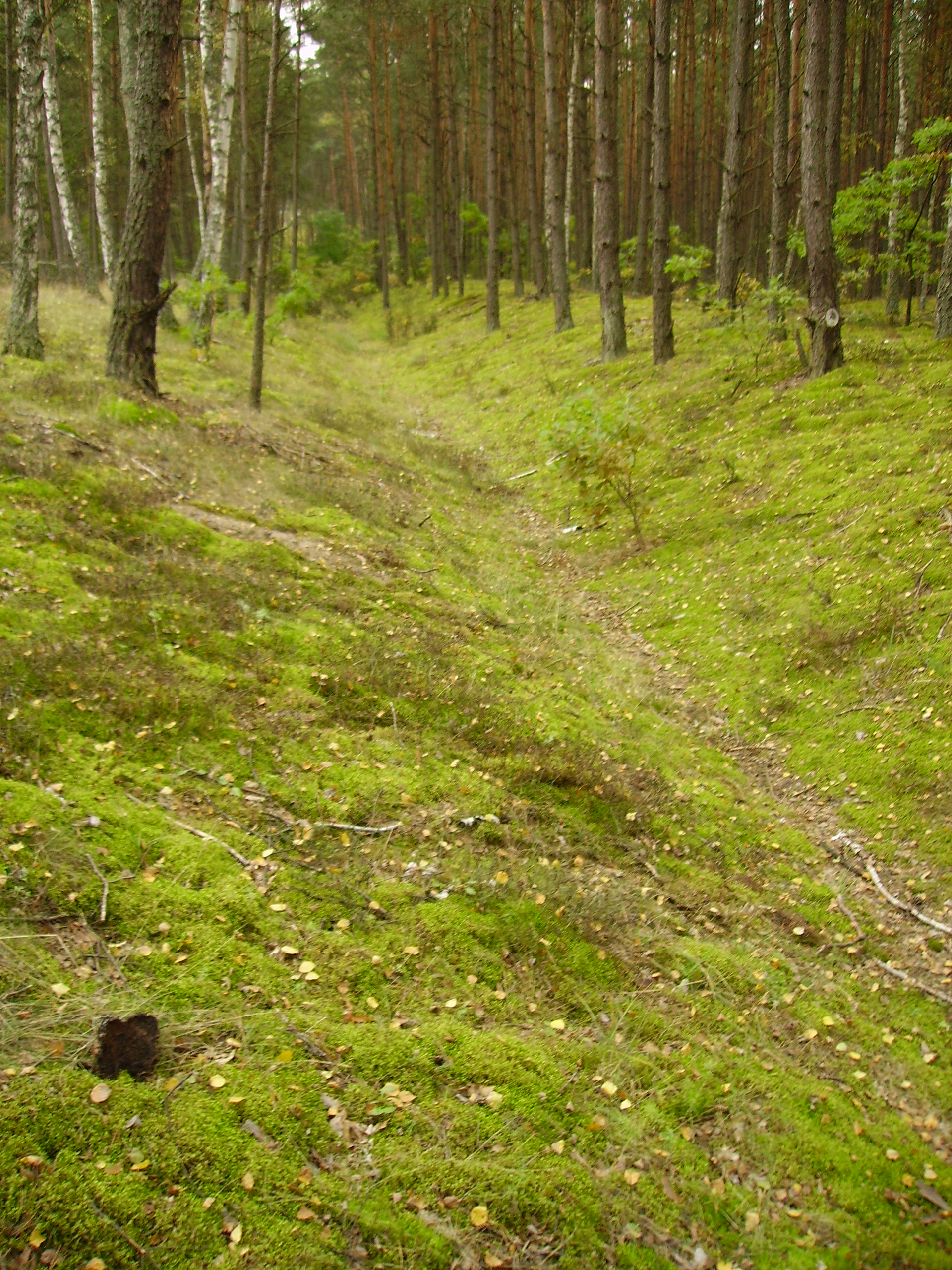
Fragment rowu przeciwczołgowego, Dąbrowiecka Góra

Klęska Polski we wrześniu 1939 rozpoczęła kolejny etap wojskowych prac na Przedmościu. Przesunięcie granic III Rzeszy spowodowało pozostawienie większości istniejących umocnień niemieckich na głębokich tyłach i utratę ich znaczenia. Dlatego już w październiku 1939 powstała koncepcja utworzenia linii obronnej opartej o Prusy Wschodnie oraz linię rzek Narew – Wisła – San. W styczniu 1940 ustalono jej przebieg: miała prowadzić zachodnimi brzegami rzek, a w miejscu ważniejszych przepraw tworzyć tzw. przedmościa.
Jednym z nich było Przedmoście Warszawa usytuowane na dalekich przedpolach Pragi, które osłaniało mosty na Wiśle i Narwi. Wiosną 1940 Inspekcja Umocnień Wschodnich dokonała pomiarów i w oparciu o nie oraz o dane z lat 1915–1916 pod koniec lata były gotowe dokładne plany budowy i rozmieszczenia fortyfikacji. Pozycja przebiegała od Wisły przez Ostrówiec, Łukówiec, wzgórze 116, Pogorzel, Świerk, Wólkę Mlądzką, Wiązownę, Zakręt, Wesołą, Zielonkę, na zachód od Nadmy, Słupna, Sierakowa i Wólki Radzymińskiej, przedpolem fortu w Beniaminowie i łukiem do Rynii.
Na odcinku długości ok. 60 km planowano wzniesienie ponad 80 schronów. Niemieckie plany zakładały budowę tradytorów do ognia bocznego typu Regelbau 514 (72 sztuki), obiektów kierowania ogniem artylerii z kazamatą flankującą typu Regelbau 120a i bez kazamaty typu Regelbau 120b (łącznie 10 sztuk), schronów biernych typu Regelbau 501 dla jednej drużyny piechoty każdy (liczba sztuk nie jest znana) oraz wielu mniejszych obiektów drewniano-ziemnych lub z blachy falistej. Prace nad budową umocnień rozpoczęły się już jesienią 1940 od przygotowania dróg dojazdowych do planowanych obiektów, natomiast w marcu następnego roku rozpoczęto budowę schronów. W niektórych miejscach umocnienia pokrywały się z linią fortyfikacji z 1915 roku. W Wiązownie i Zakręcie w skład nowych pozycji włączono zachowane obiekty z czasów I wojny światowej.
Niemcy wykorzystali także niektóre obiekty wybudowane w okresie międzywojennym na terenie poligonu między Zielonką a Wesołą.
Prace fortyfikacyjne nie trwały długo, gdyż już 14 maja tego samego roku nadszedł rozkaz o ich wstrzymaniu w związku z planowanym atakiem na Związek Radziecki. Sukcesy pierwszych miesięcy walk na froncie wschodnim i wiara w szybkie zwycięstwo spowodowały decyzję o rezygnacji z dalszej budowy umocnień Brückenkopf Warschau. Dokończone zostały jedynie najbardziej zaawansowane prace. Do lata 1941 Niemcom udało się wybudować na przedmościu 11 lub 12 obiektów Regelbau 514, 4 obiekty Regelbau 120a, 1 obiekt Regelbau 120b, 1 obiekt Regelbau 501, 3 fundamenty i kilkanaście wykopów pod nieukończone obiekty oraz kilkadziesiąt mniejszych obiektów drewniano-ziemnych lub z blachy falistej. Do końca 1942 roku wszystkie zgromadzone materiały do budowy umocnień zostały wysłane na budowę Wału Atlantyckiego.
Do wznowienia prac przystąpiono dopiero w 1944, kiedy oddziały niemieckie w pośpiechu zaczęły wycofywać się pod naporem armii radzieckiej. Prace fortyfikacyjne wykonywali saperzy i żołnierze jednostek wartowniczych obsadzających przyczółek z wykorzystaniem miejscowej ludności. Wykonano wówczas rowy przeciwczołgowe i transzeje oraz postawiono zapory przeciwczołgowe. Nie zdołano jednak dokończyć wszystkich zaplanowanych prac. Między innymi nie zdążono wykorzystać przysłanych koleją przez Ericha Kocha kochbunkrów, które były zmagazynowane na stacji Warszawa Wschodnia.

### Główne typy schronów

#### Regelbau 120a

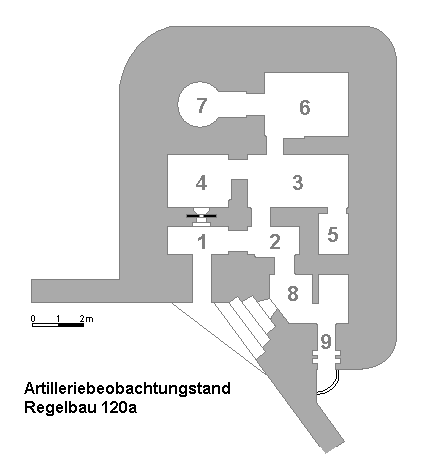
Schemat schronu Regelbau 120a
1. Przedsionek
2. Śluza gazowa
3. Pomieszczenie załogi
4. Pomieszczenie oficerów i obrony wejścia
5. Magazyn
6. Pomieszczenie map
7. Pomieszczenie obserwatora artylerii z kopułą
8. Kazamata flankująca
9. Wyjście ewakuacyjne

- Nazwa niemiecka: Artillerie-Beobachtungsstand mit Panzerturm und Flankierungsanlage
- Wymiary: 14 × 11,5 m
- Grubość ścian zewnętrznych: 200 cm
- Grubość stropu: 200 cm
- Typ odporności: B neu
- Załoga: 9 osób
- Wybudowanych obiektów: 4

Schron obserwatora artylerii z kopułą pancerną i kazamatą flankującą dla jednego karabinu maszynowego.
Jeden z najcięższych elementów wybudowanych przez Niemców na Przedmościu Warszawskim. Grubość jego żelbetowych ścian i stropu wzmocnionego stalowymi belkami wynosiła 2 m. Schron wyposażony był w śluzę gazową, kazamatę flankującą ckm obrony wejścia, pomieszczenia załogi, pomieszczenie map, pomieszczenie gospodarcze oraz pomieszczenie obserwatora artylerii (kopuła z peryskopem). Obiekt posiadał dwie strzelnice osłonięte pancernymi płytami stalowymi. Pierwsza z nich, typu 483P2 (oznaczenie niem. Gewehrschartenverschluss 483P2) znajdowała się w schodkowej kazamacie flankującej, z której można było ostrzeliwać przedpole. Druga płyta pancerna, typu 57P8 (Gewehrschartenverschluss 57P8), znajdowała się w strzelnicy obrony wejścia. Na szycie znajdowała się pancerna kopuła obserwacyjna typu 441P01 (Panzer-Turm für Artillerie Beobachtung 441P01) o średnicy 1,5 m i grubości pancerza 250 mm, w której znajdowały się cztery otwory na peryskopy boczne oraz górny otwór dla głównego obrotowego peryskopu. Obserwator znajdujący się w kopule miał bezpośrednią łączność ze znajdującym się obok pomieszczeniem dla map, gdzie znajdowała się centrala kierowania ogniem artylerii. Dodatkowe wyposażenie schronu składało się z piecyka węglowego, filtru powietrza i dziewięciu prycz dla załogi. Pomiędzy pomieszczeniami znajdowały się stalowe, gazoszczelne drzwi, zaś główne wejście zabezpieczała przeciwszturmowa krata typu 491P1 (Gittertür für Zugänge 491P2). Ponadto w kazamacie flankującej znajdowało się wyjście ewakuacyjne. Wszystkie zewnętrzne elementy schronu były pokryte kamuflażem i dodatkowo okryte siatką maskującą.

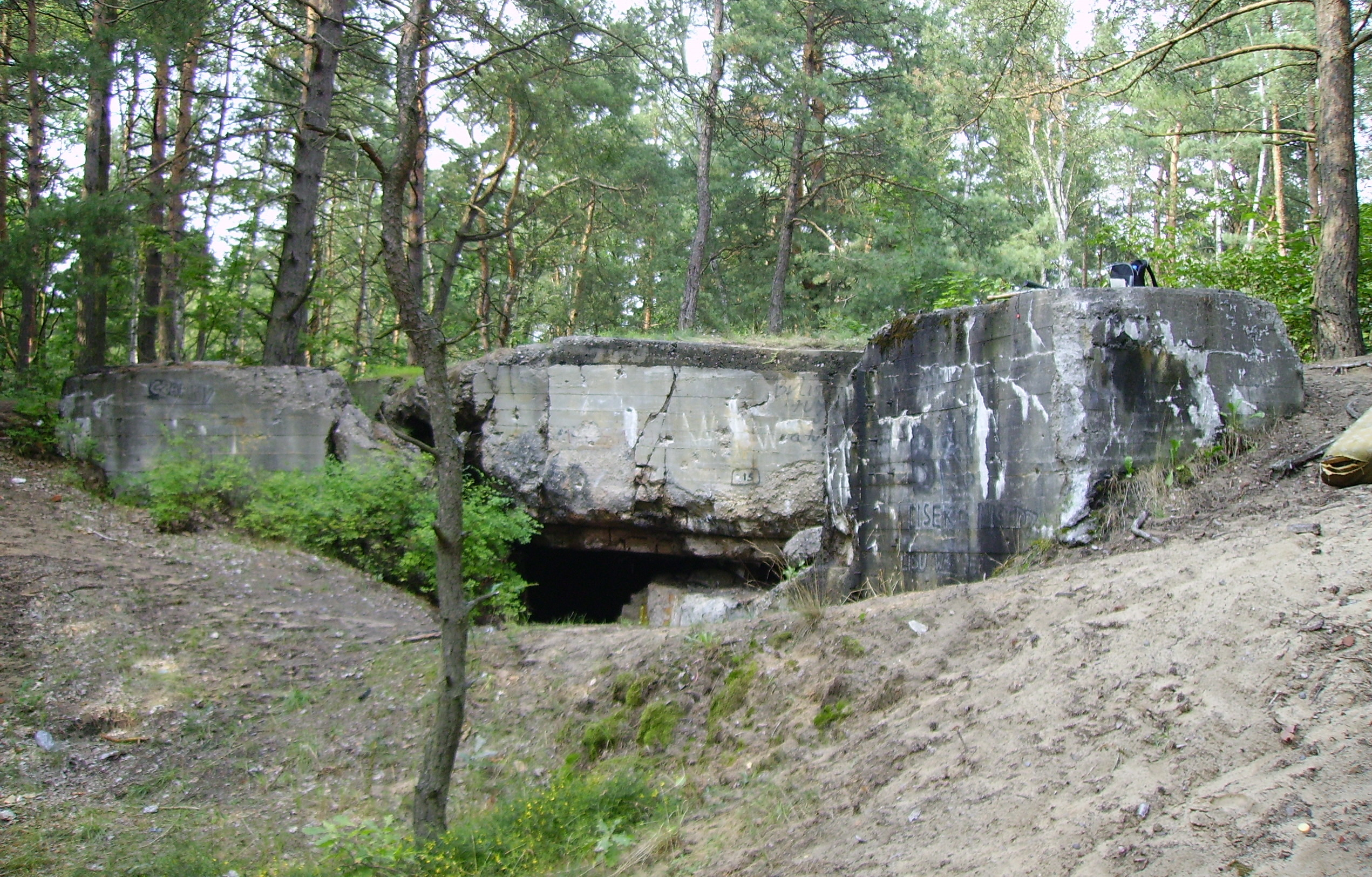
Ściana tylna z wejściem i strzelnicą flankującą, Góraszka
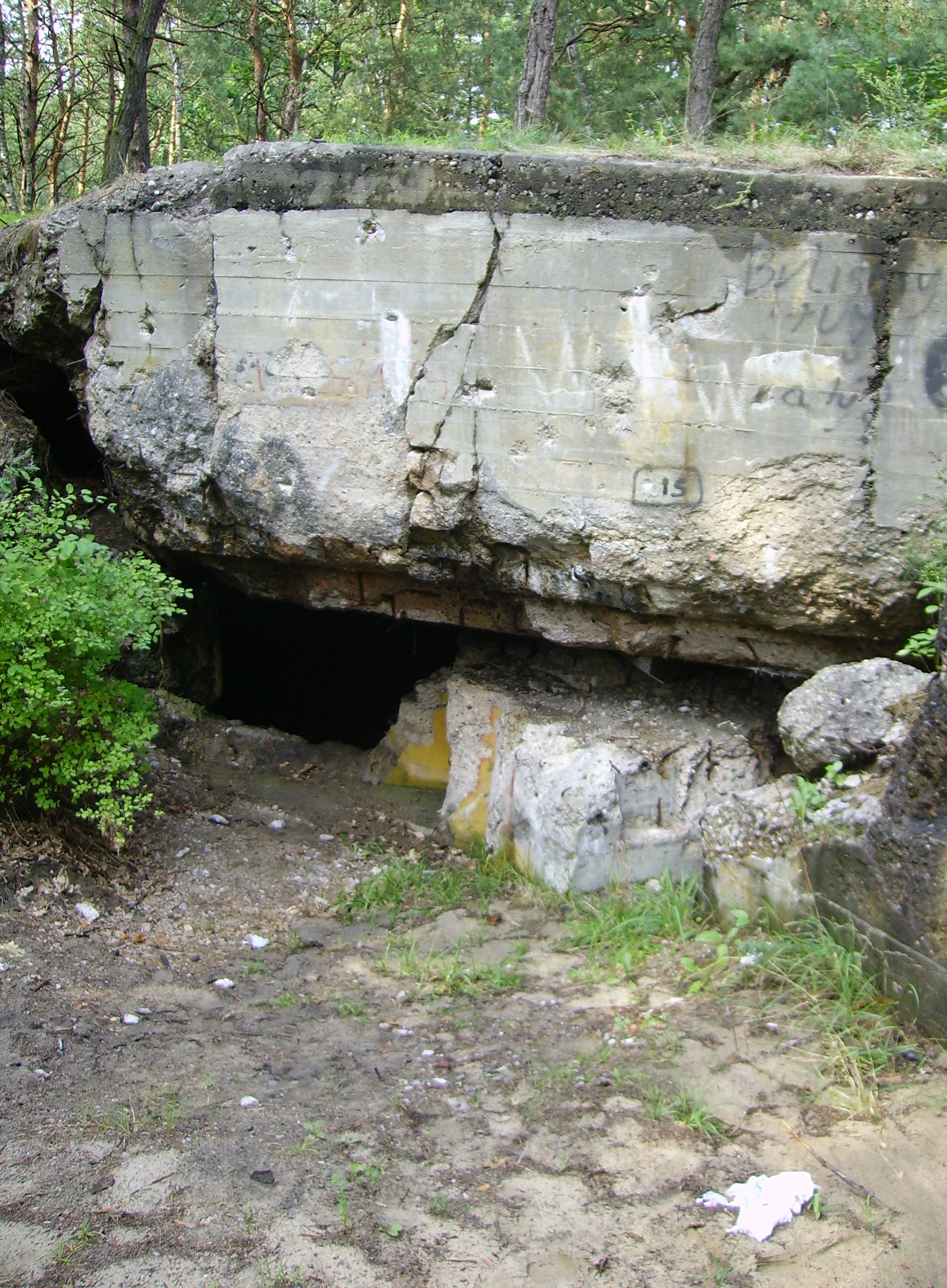
Strzelnica kazamaty flankującej, Góraszka
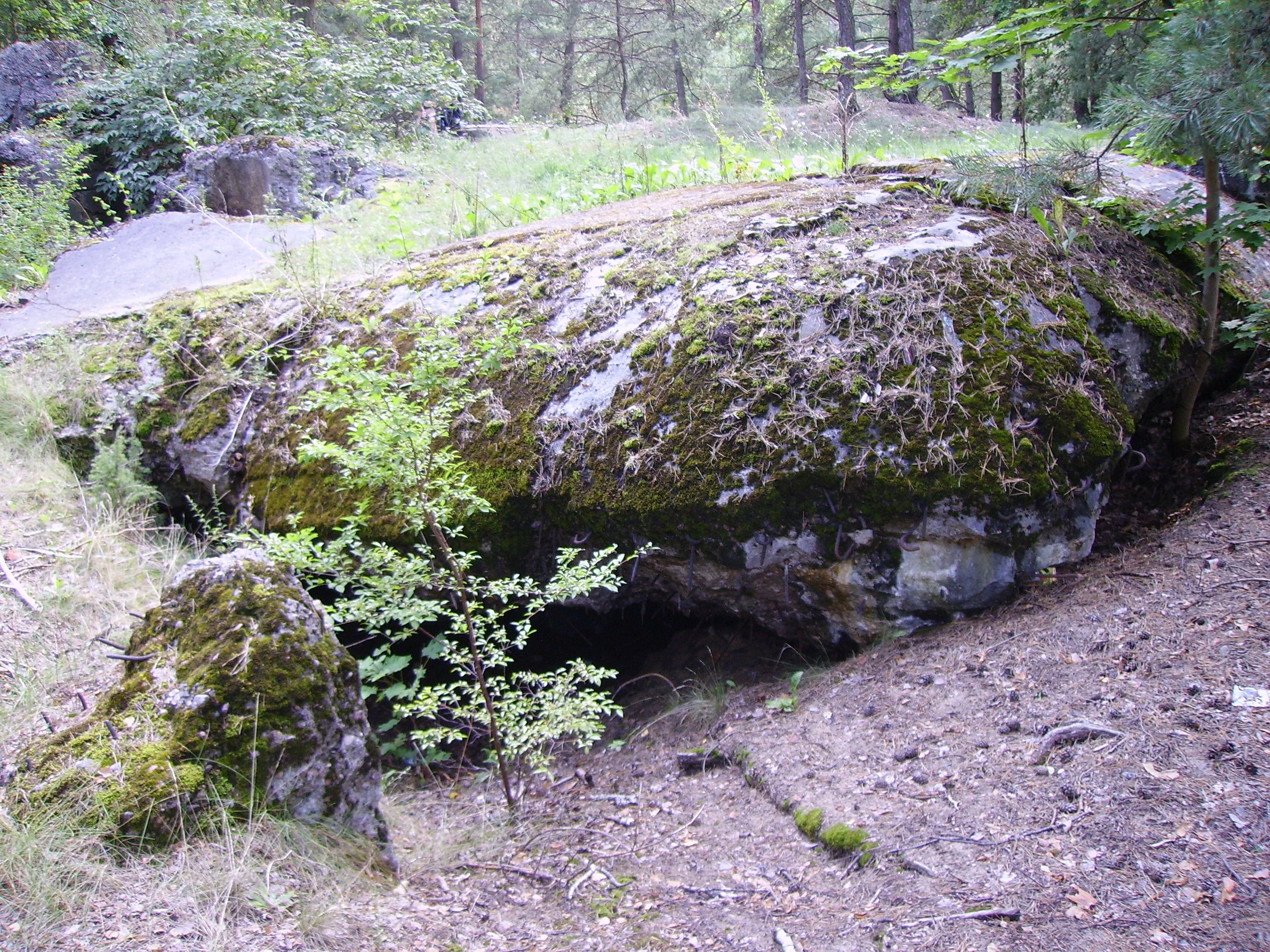
Fragment stropu nad pomieszczeniem map, Góraszka
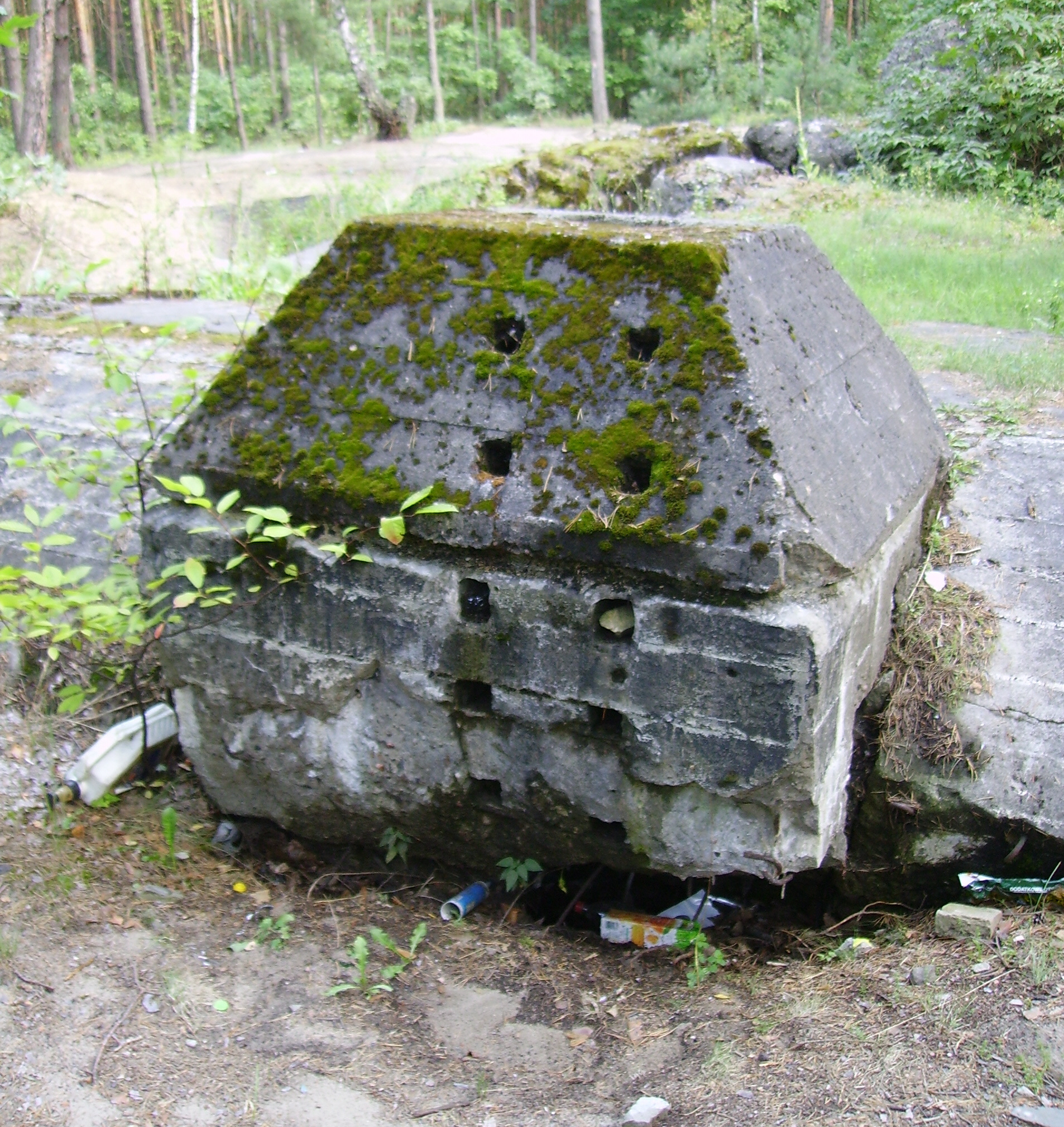
Komin, Góraszka
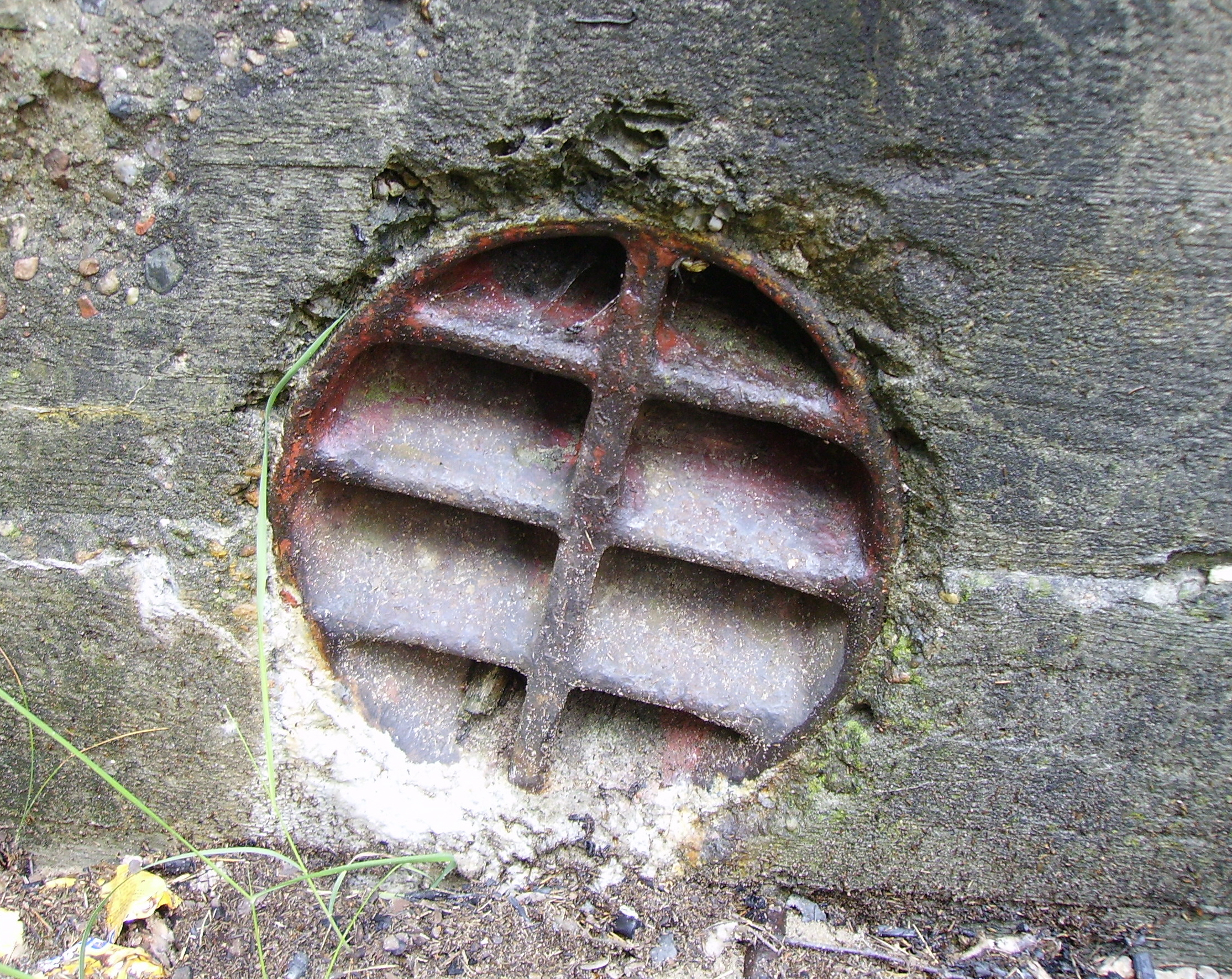
Czerpnia powietrza, Góraszka
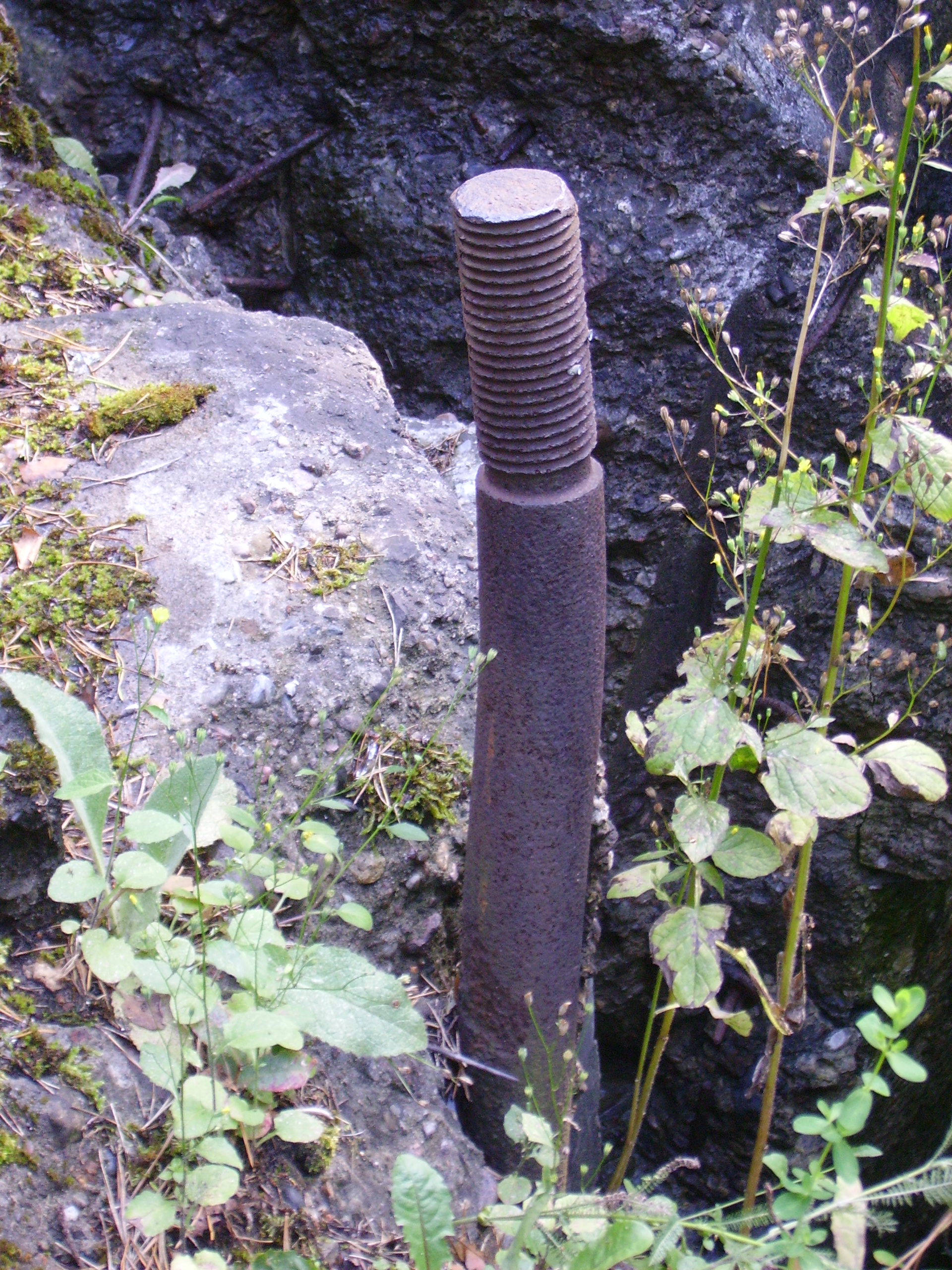
Śruba do zamocowania kopuły, Góraszka
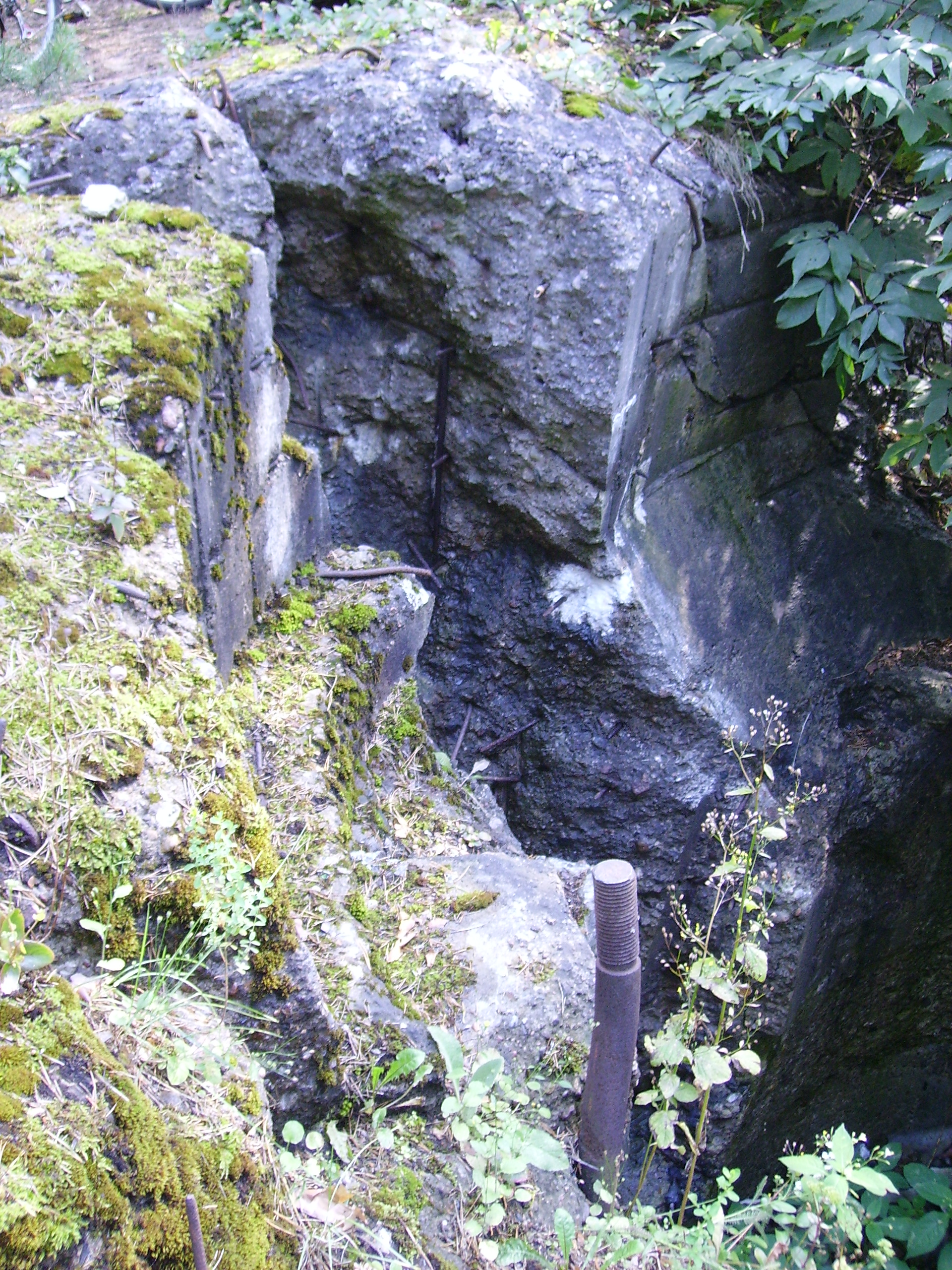
Szyb kopuły obserwatora artylerii. Poniżej śruba do zamocowania kopuły, Góraszka
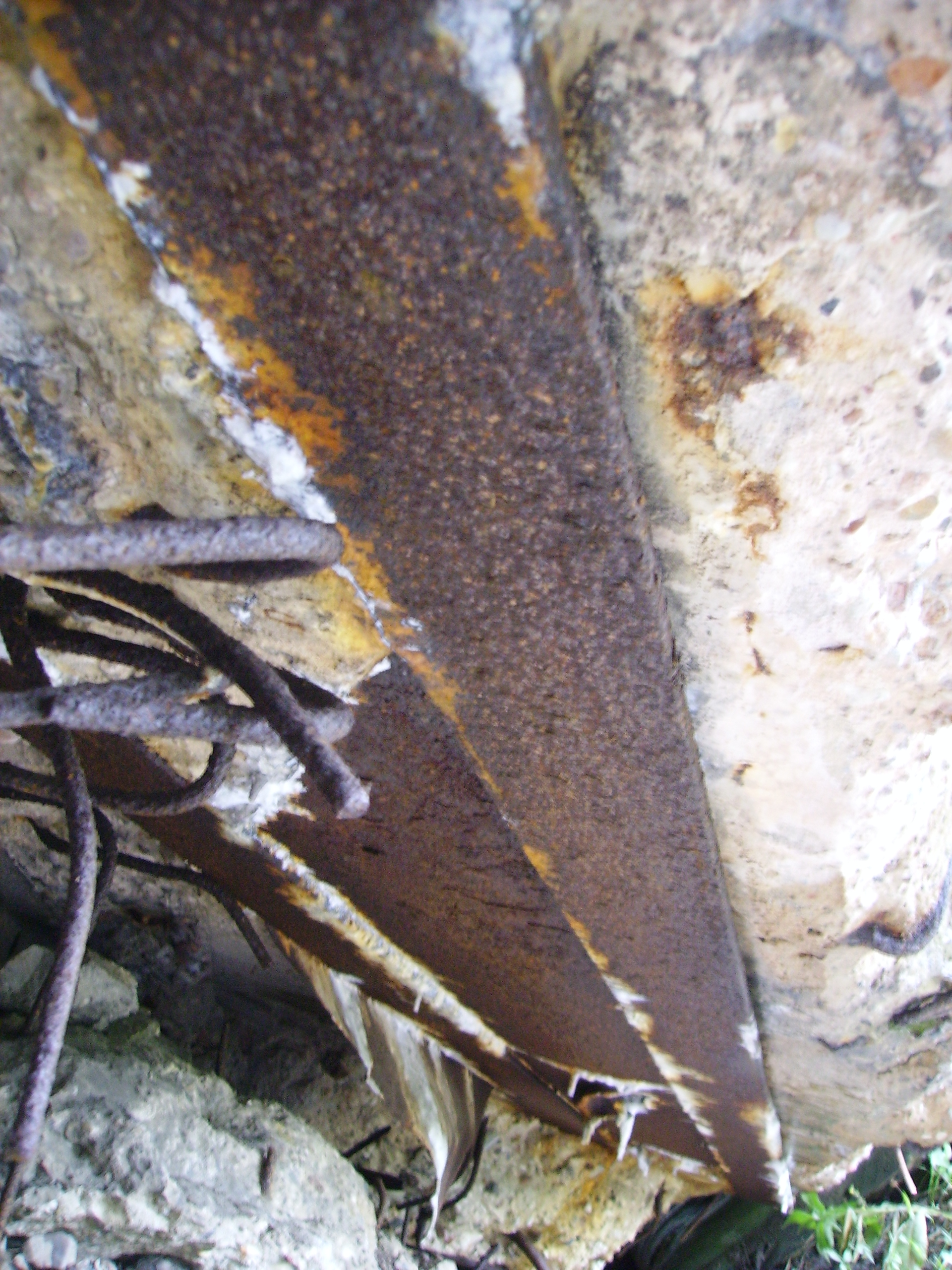
Fragment stropu, wzmocnionego stalowymi belkami, Góraszka
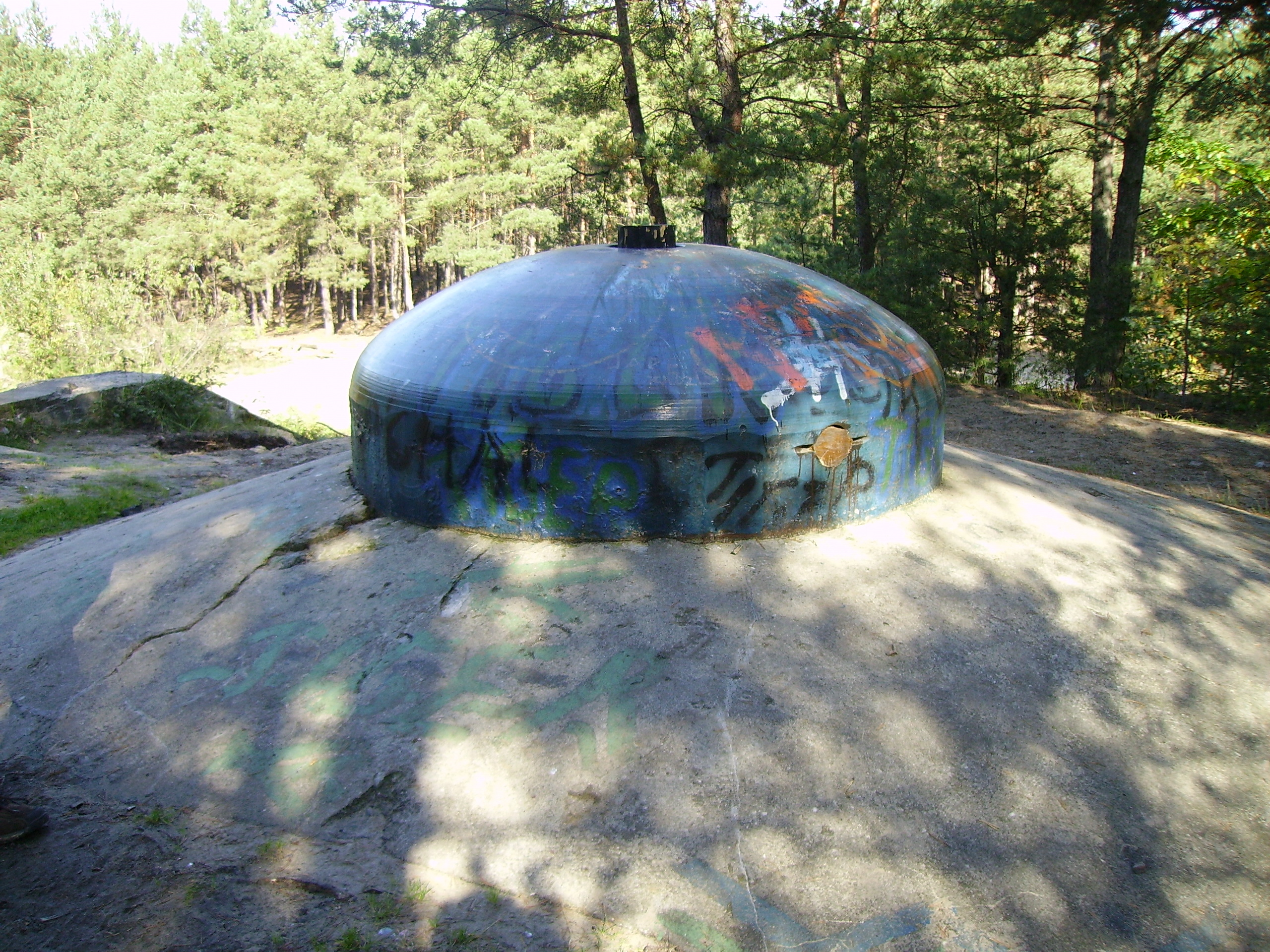
Zachowana kopuła obserwatora artylerii, Dąbrowiecka Góra
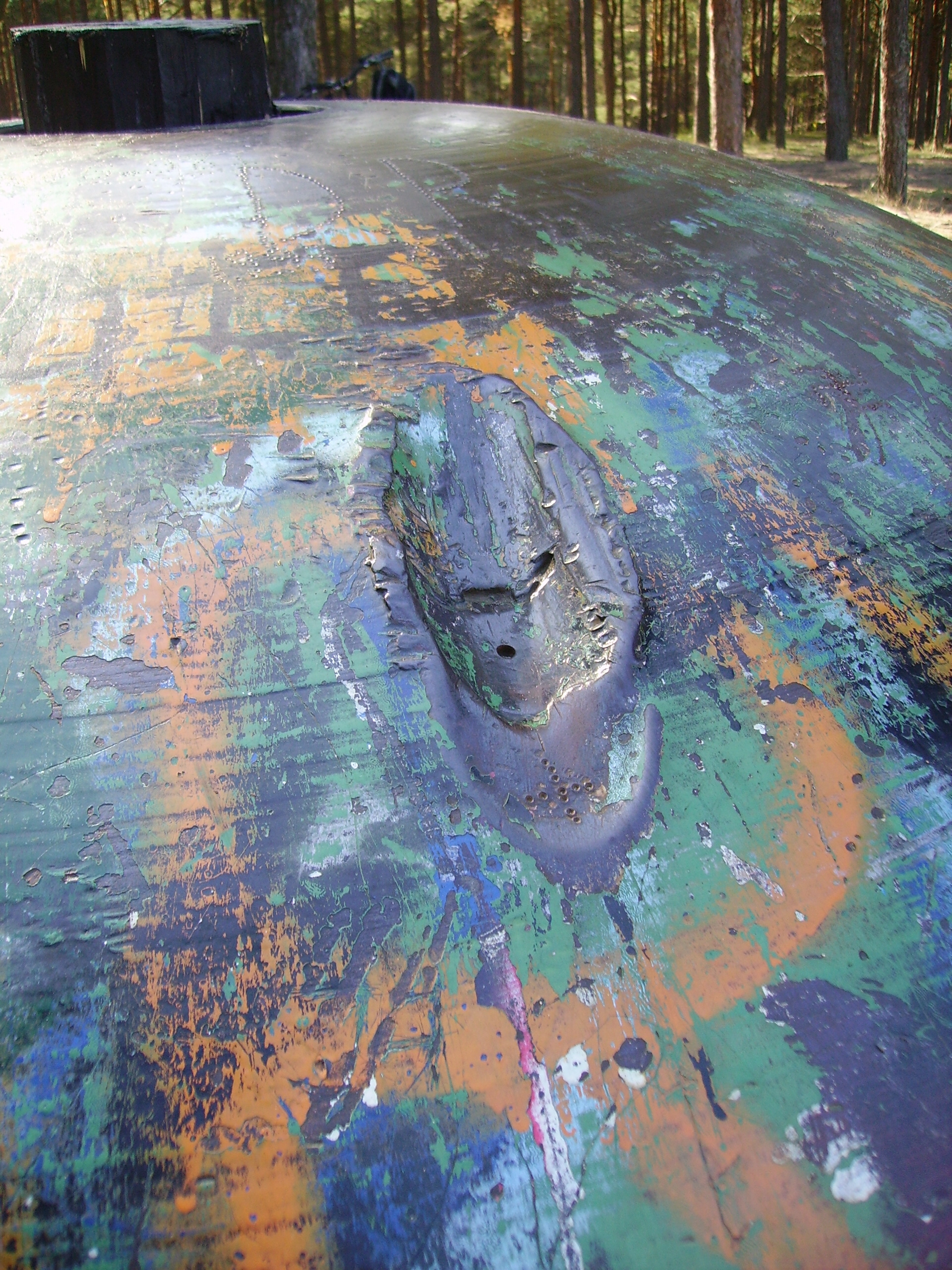
Ślad po pocisku na kopule obserwatora artylerii, Dąbrowiecka Góra
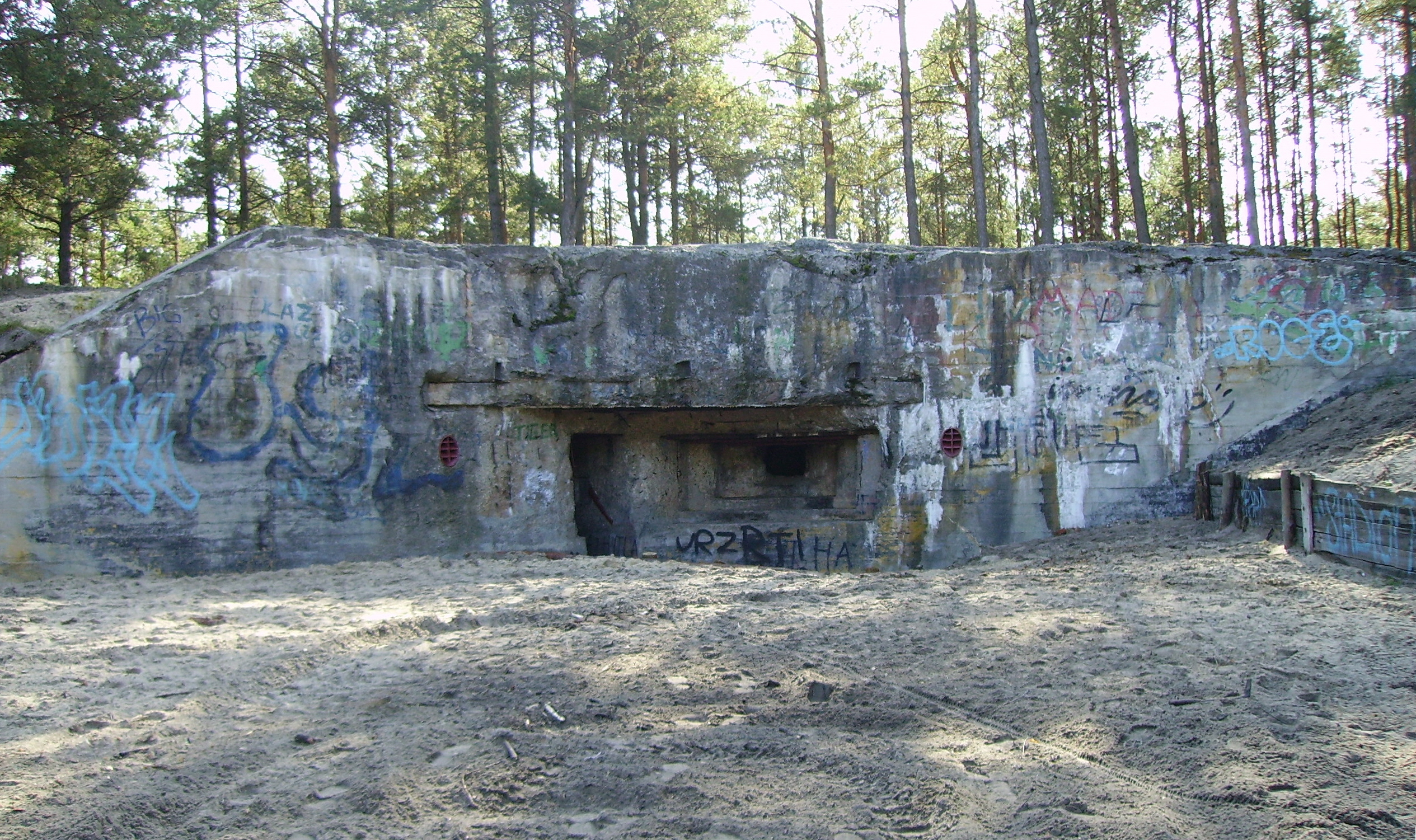
Tylna ściana z wejściem i strzelnicą kazamaty flankującej, Dąbrowiecka Góra
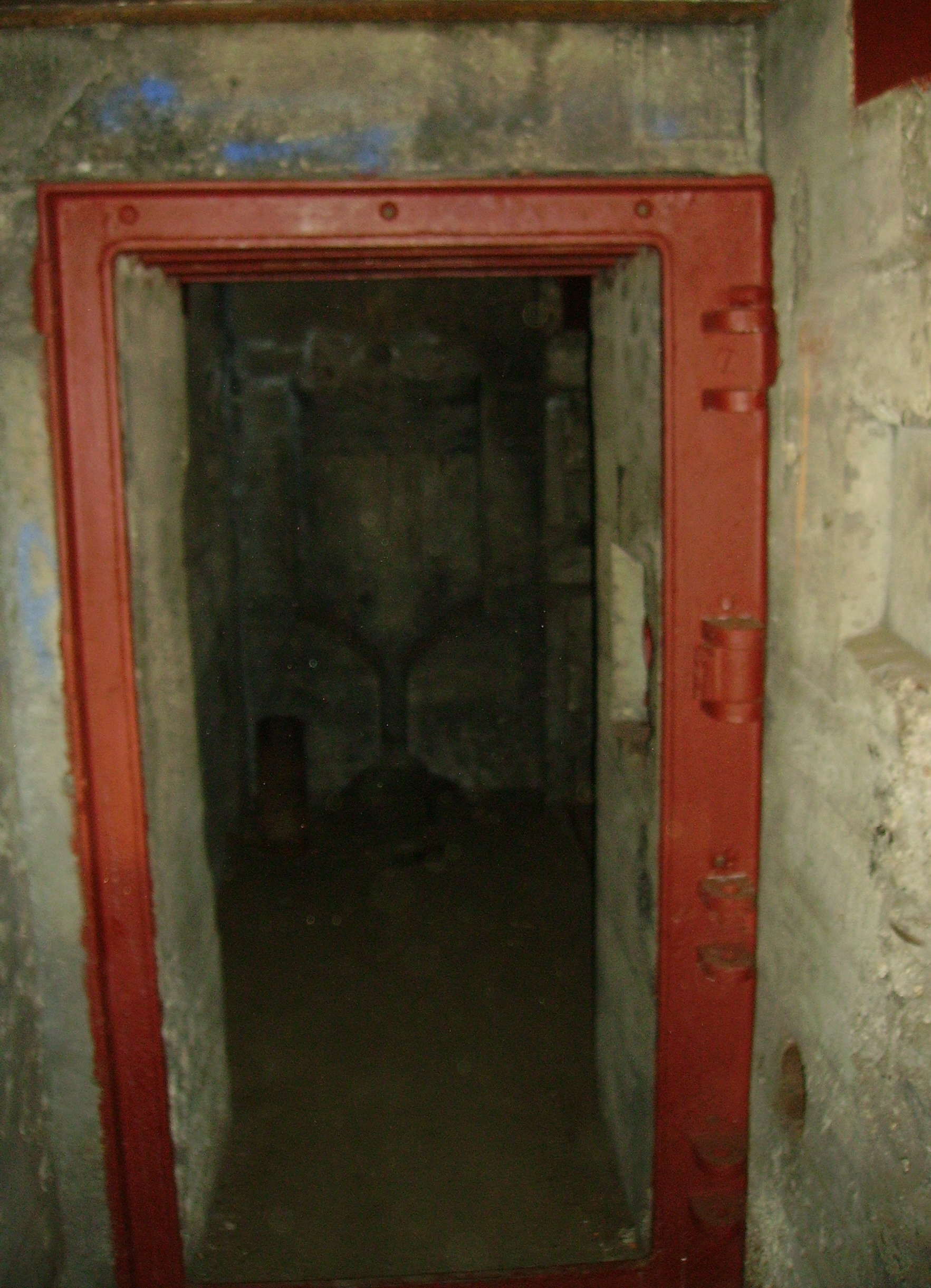
Ościeżnica drzwi pancernych (w tle śluza gazowa), Dąbrowiecka Góra

#### Regelbau 120b

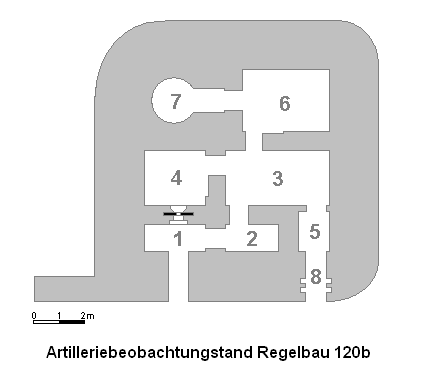
Schemat schronu Regelbau 120b
1. Przedsionek
2. Śluza gazowa
3. Pomieszczenie załogi
4. Pomieszczenie oficerów i obrony wejścia
5. Magazyn
6. Pomieszczenie map
7. Pomieszczenie obserwatora artylerii z kopułą
8. Wyjście ewakuacyjne

- Nazwa niemiecka: Artillerie-Beobachtungsstand mit Panzerturm, ohne Flankierungsanlage
- Wymiary: 9,50 × 9,05 m
- Grubość ścian zewnętrznych: 200 cm
- Grubość stropu: 200 cm
- Typ odporności: B neu
- Załoga: 9 osób
- Wybudowanych obiektów: 1

Schron obserwatora artylerii z kopułą pancerną. Grubość jego żelbetowych ścian i stropu wzmocnionego stalowymi belkami wynosiła 2 m. Obiekt wyposażony był w śluzę gazową, pomieszczenie pogotowia, pomieszczenie bojowe, pomieszczenie map, pomieszczenie gospodarcze oraz pomieszczenie obserwatora artylerii (kopuła z peryskopem). Schron, w przeciwieństwie do Regelbau 120a, posiadał tylko jedną strzelnicę obrony wejścia, do jej zabezpieczenia użyto płyt stalowych 422P01 (niem. Gewehrschartenverschluss 422P01) zamontowanych 10 śrubami. Wersja b pozbawiona była kazamaty flankującej, z której można było ostrzeliwać przedpole. Najważniejszym elementem schronu była obserwacyjna kopuła pancerna typu 441P01 (Panzer-Turm für Artillerie Beobachtung 441P01) o średnicy 1,5 m i grubości pancerza 250 mm. W kopule znajdowały się cztery boczne otwory na peryskopy boczne oraz górny otwór dla głównego peryskopu. Główny peryskop był obrotowy i wysuwał się przez strop oraz stalową podłogę kopuły. Obserwator zajmujący stanowisko bojowe w kopule miał bezpośrednią łączność z pomieszczeniem dla map, z którego kierowano ogniem artylerii. Wyposażenie schronu składało się z piecyka węglowego, uruchamianego ręcznie filtru powietrza i dziewięciu prycz dla załogi. Pomiędzy pomieszczeniami znajdowały się stalowe, gazoszczelne drzwi, zaś główne wejście zabezpieczała przeciw szturmowa krata typu 491P1 (Gittertür für Zugänge 491P2). Wszystkie zewnętrzne elementy schronu były pokryte kamuflażem i dodatkowo okryte siatką maskującą.

#### Regelbau 501

Schemat schronu Regelbau 501
1. Przedsionek
2. Śluza gazowa
3. Pomieszczenie załogi
4. Wyjście ewakuacyjne

- Nazwa niemiecka: Gruppenunterstand
- Wymiary: 9 × 10 m
- Grubość ścian zewnętrznych: 200 cm
- Grubość stropu: 200 cm
- Typ odporności: B neu
- Załoga: 10-15 osób
- Wybudowanych obiektów: 1

Schron bierny, którego grubość ścian zewnętrznych i stropu wynosiła 200 cm. Obiekt wyposażony był w śluzę gazową, małą strzelnicę typu 48P8 (Gewehrschartenverschluss 48P8) umiejscowioną w wejściu oraz pomieszczenie drużyny piechoty. Na wyposażeniu schronu znajdowały się między innymi: filtr powietrza, piecyk węglowy oraz prycze dla załogi. Pomiędzy pomieszczeniami znajdowały się stalowe, gazoszczelne drzwi typu 410P9 (Gasschutztür 410P9). Główne wejście do obiektu zabezpieczała przeciw szturmowa krata typu 491P1 (Gittertür für Zugänge 491P2) składająca się z pięciu prętów o średnicy 20 mm każdy, połączonych trzema poziomymi belkami, zaś wyjście ewakuacyjne chroniły drzwi gazoszczelne typu 410P9 (Gasschutztür 410P9). Załoga schronu liczyła od 10 do 15 osób.
- Widok na wyposażone wnętrze schronu Regelbau 501, Perl-Sinz, Niemcy. westwall-saarland.com. [zarchiwizowane z tego adresu (2008-05-17)].

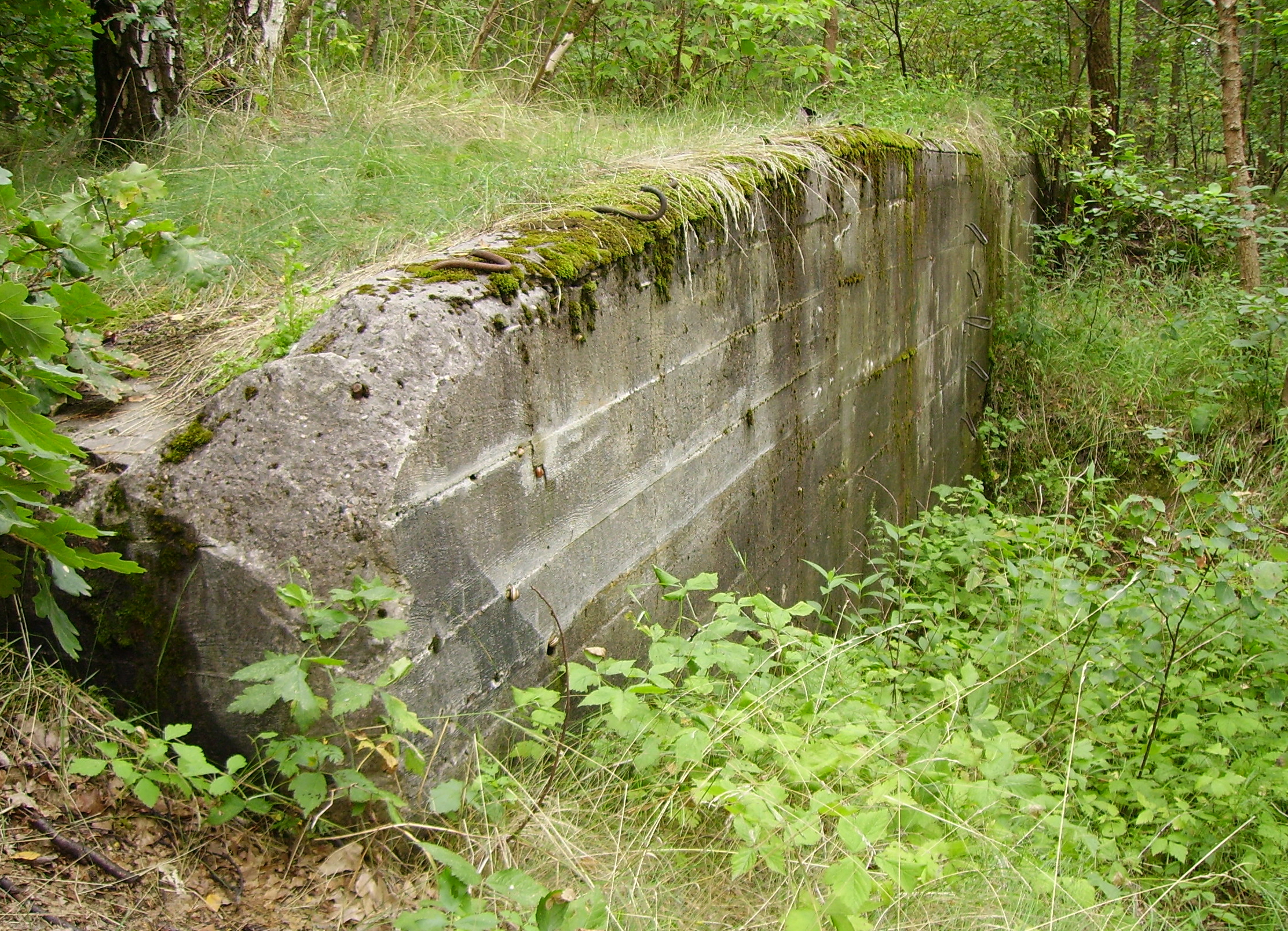
Ściana tylna (ujęcie z boku), Góraszka
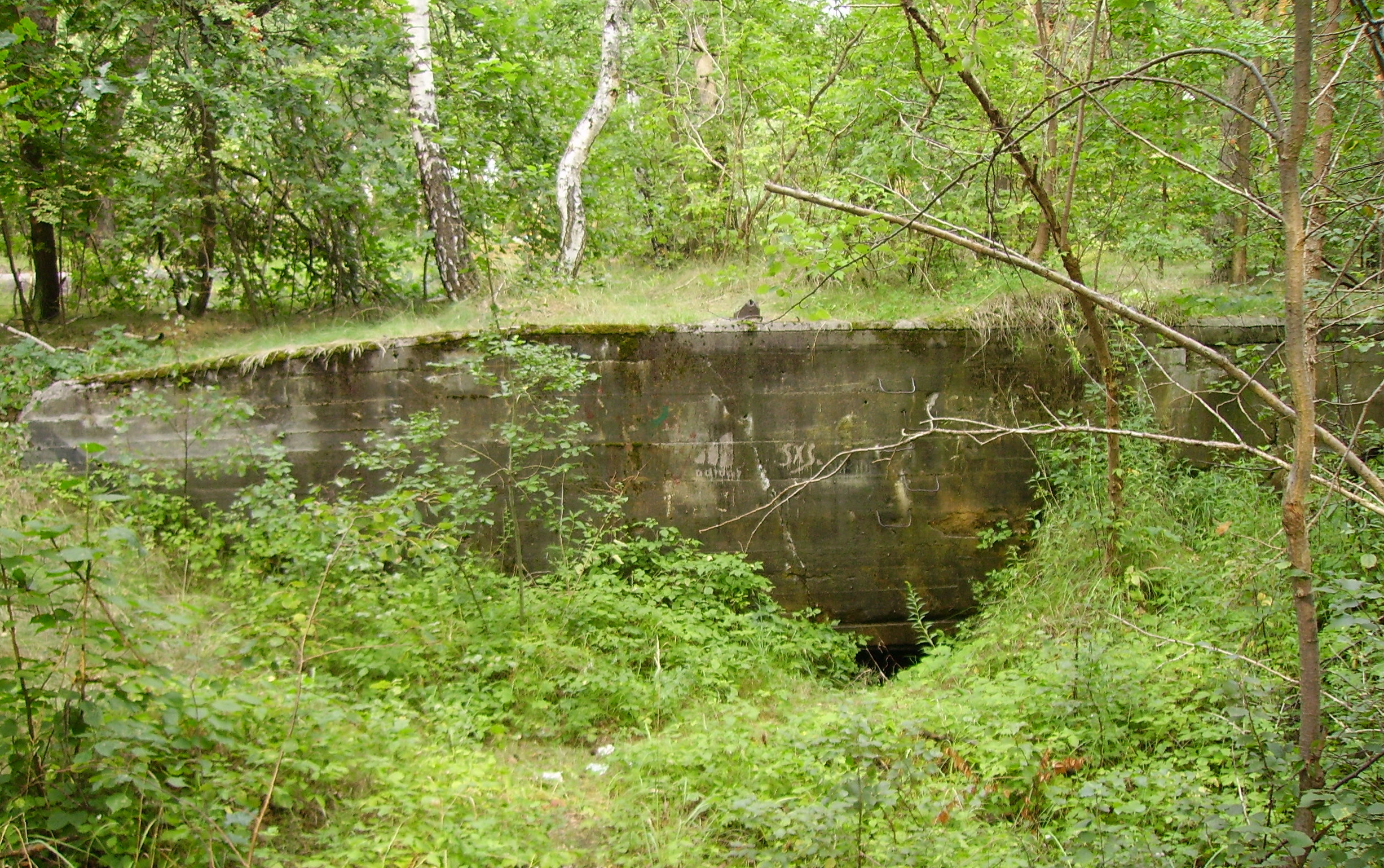
Widok na tylną ścianę z wejściem do schronu, Góraszka
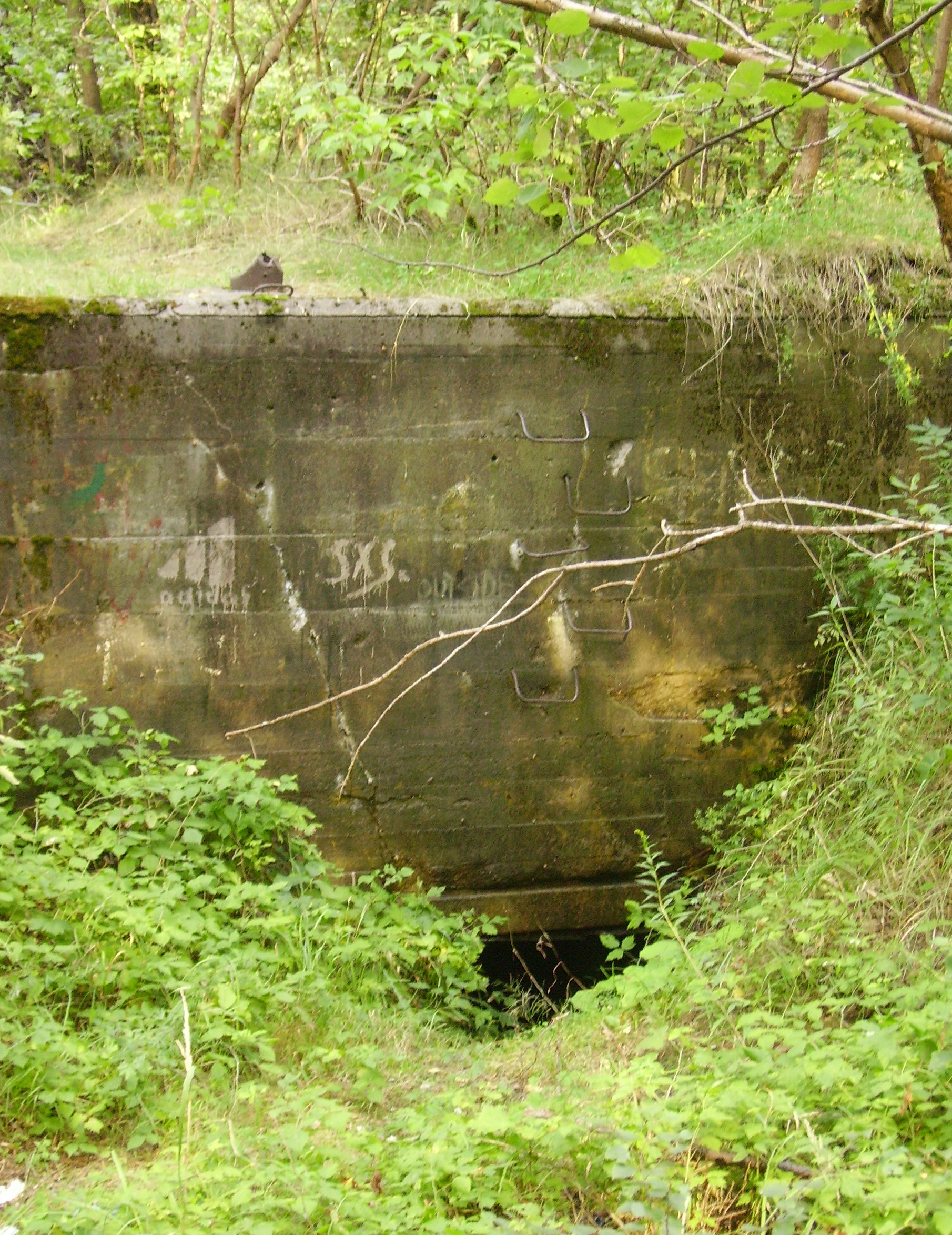
Ściana tylna z wejściem do schronu, Góraszka
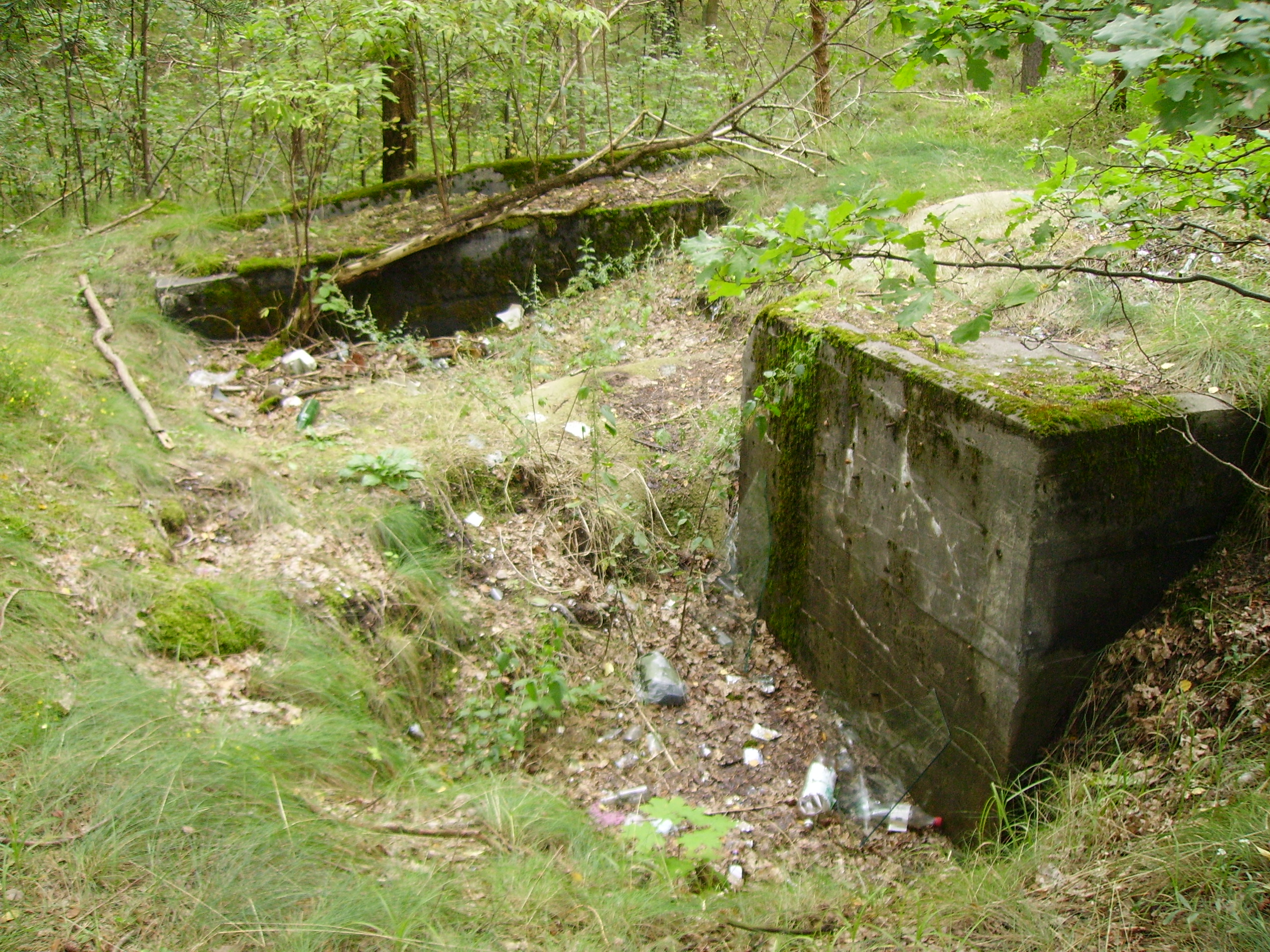
Ściana z wyjściem ewakuacyjnym, Góraszka
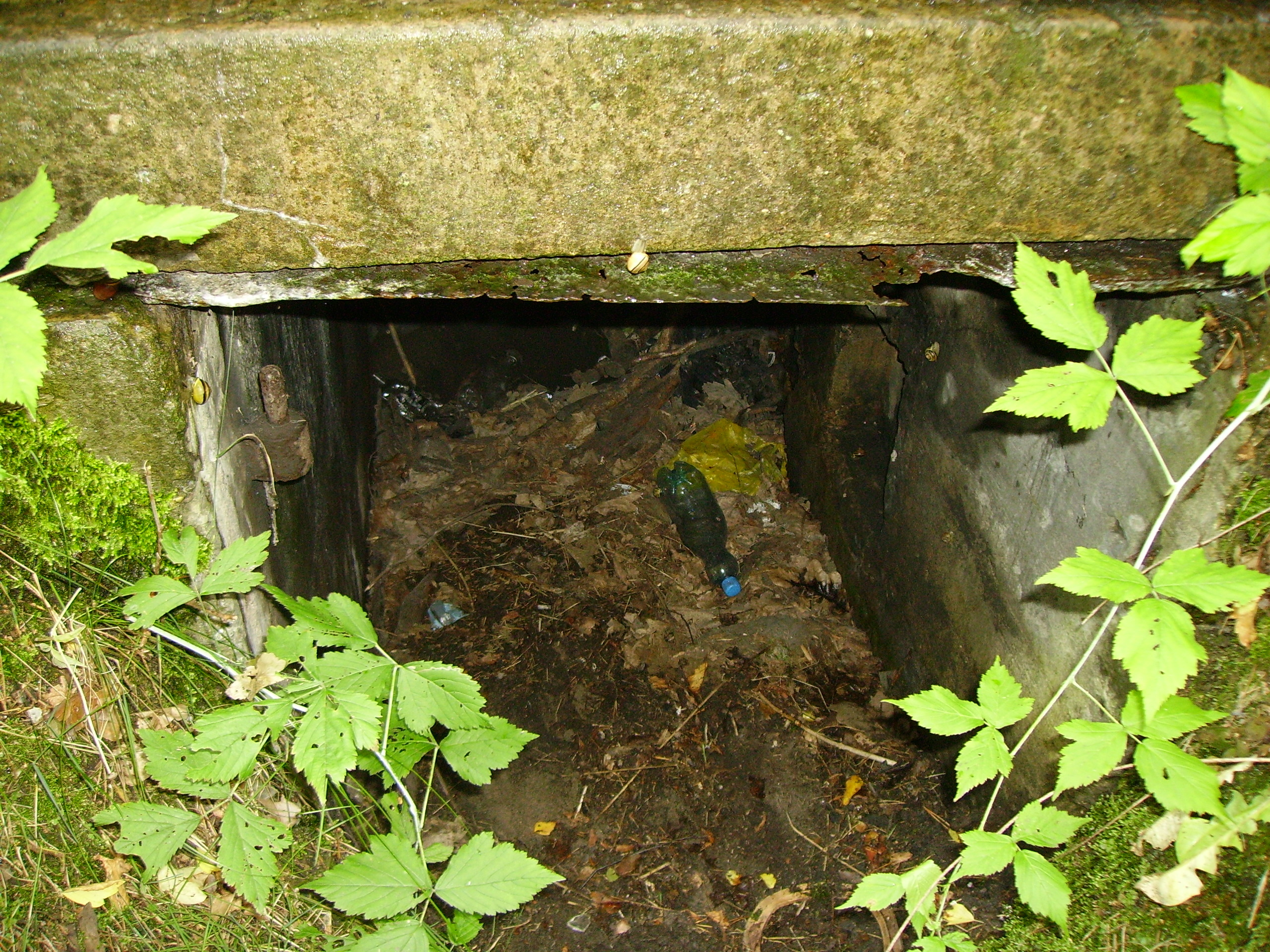
Częściowo zasypane wejście do schronu, Góraszka
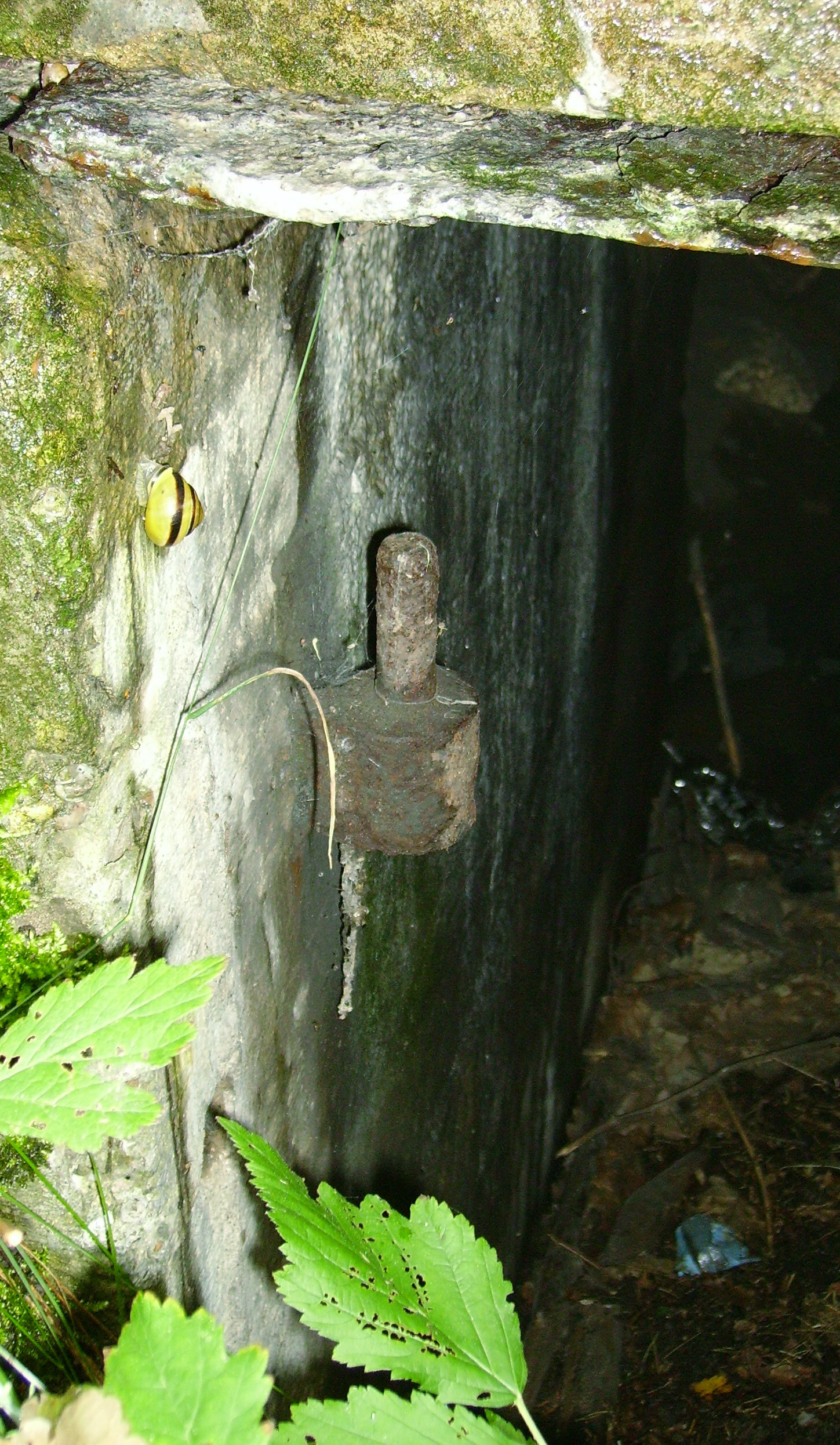
Jeden z dwóch zawiasów kraty przeciw szturmowej, Góraszka
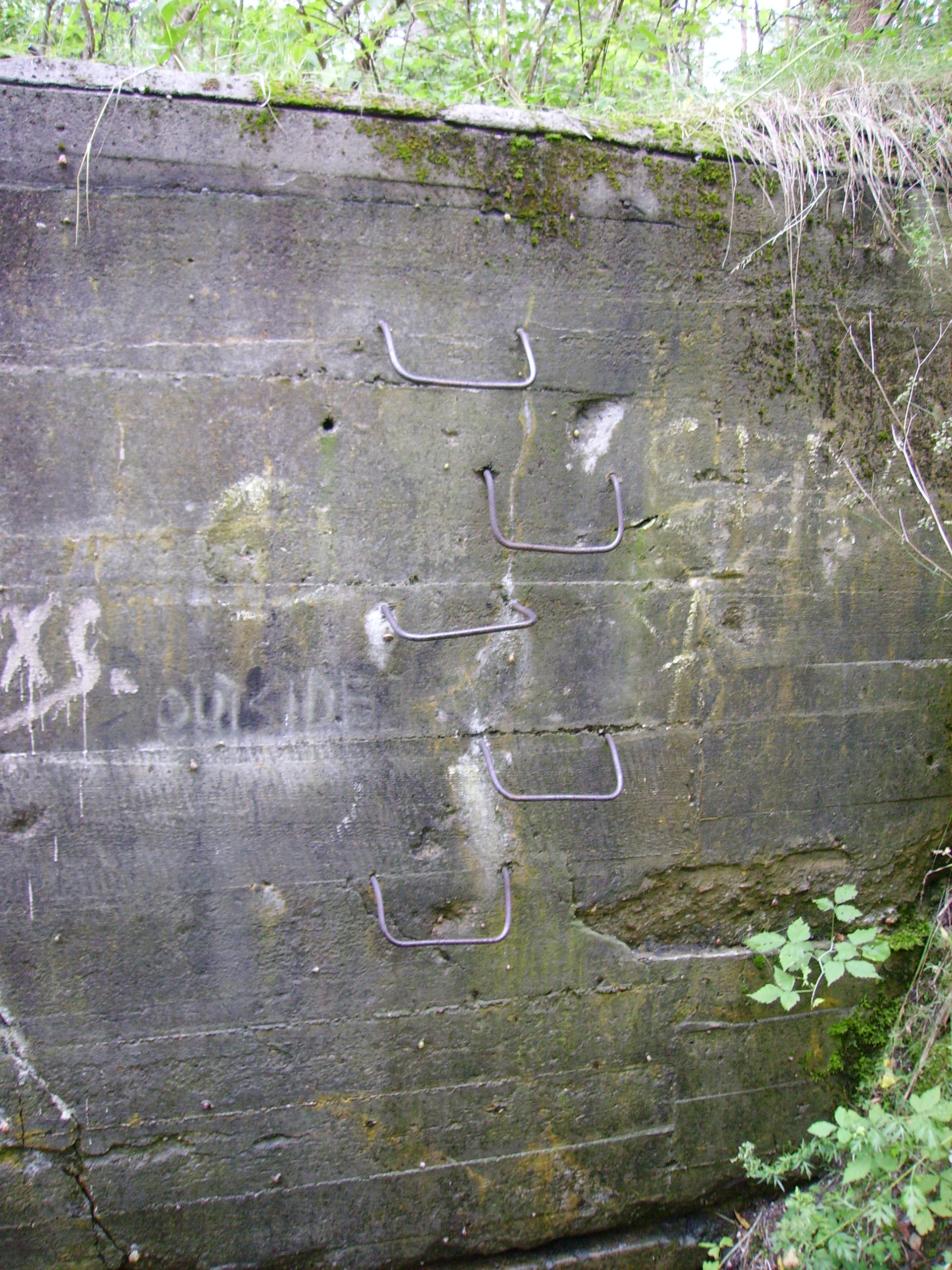
Drabinka nad wejściem do schronu, Góraszka
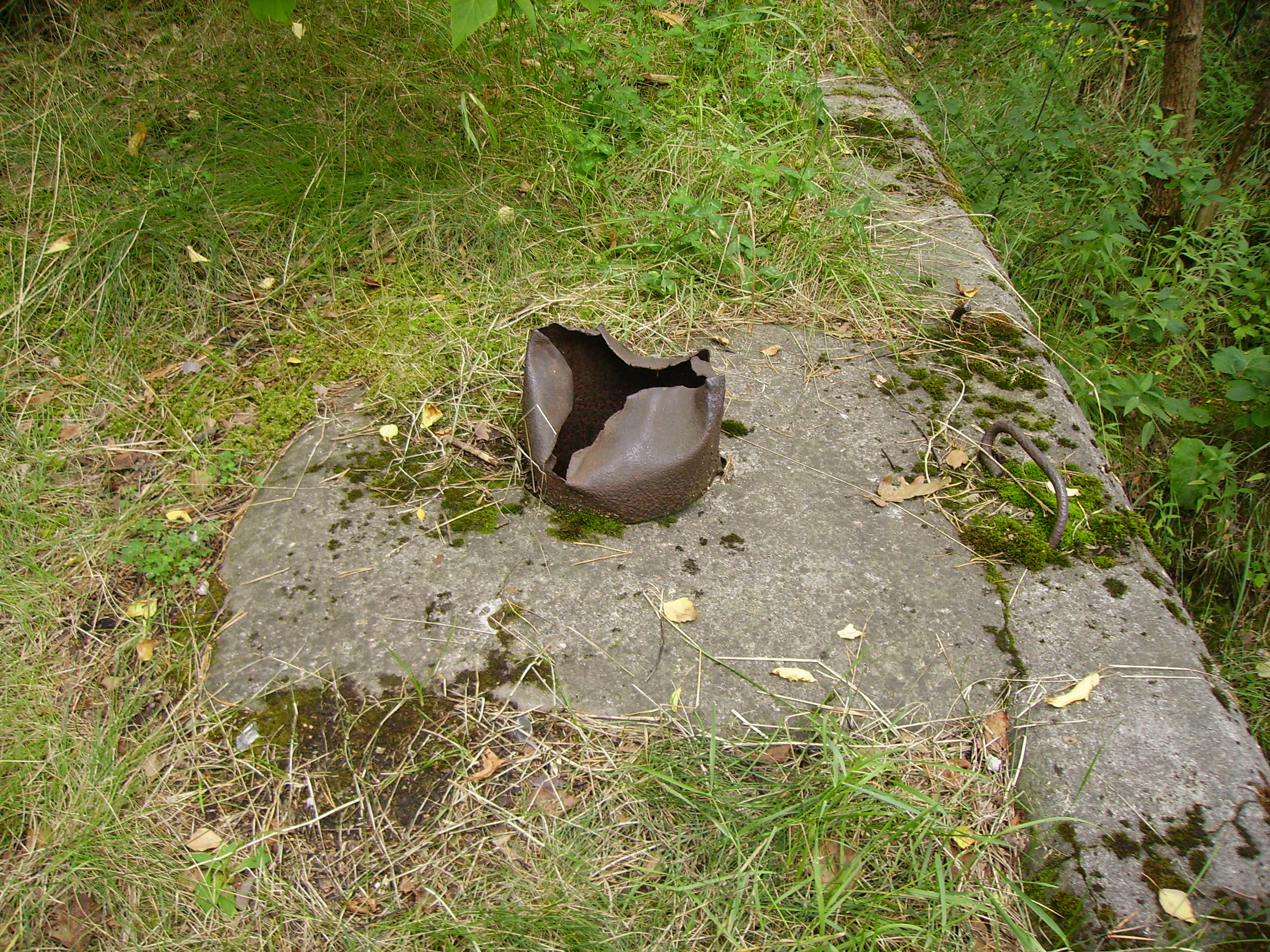
Komin, Góraszka

#### Regelbau 514
- Nazwa niemiecka: MG-Kasematte
- Wymiary: 9 × 10 m

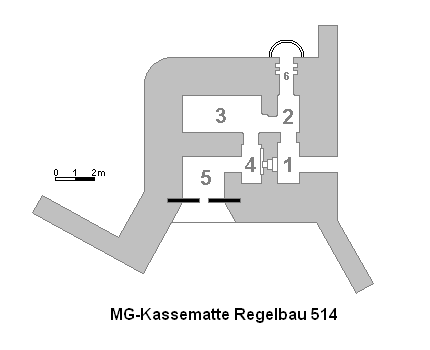
Schemat MG-Kassematte Regelbau 514
1. Przedsionek
2. Śluza gazowa
3. Pomieszczenie załogi
4. Pomieszczenie obrony wejścia i obserwatora piechoty
5. Pomieszczenie bojowe
6. Wyjście ewakuacyjne (niektóre obiekty)

- Grubość ścian zewnętrznych: 200 cm
- Grubość stropu: 200 cm
- Typ odporności: B neu
- Załoga: 6 osób
- Wybudowanych obiektów: 12

Regelbau 514 był schronem bojowym (tradytor) o wymiarach 9 × 10 m, grubości żelbetowych ścian i wzmacnianego stalowymi belkami stropu 2 m. Wyposażony był w śluzę gazową, dwa pomieszczenia (pogotowia i bojowe) oraz wydzielone z korytarza pomieszczenie obserwatora piechoty. Wewnątrz przewidziano prycze dla sześcioosobowej załogi. Na wyposażenie schronu składały się również: filtr powietrza, peryskop umieszczony w stropie oraz piecyk węglowy. Schron posiadał dwie strzelnice osłonięte pancernymi płytami stalowymi. Pierwsza z nich – 422P01 (niem. Gewehrschartenverschluss 422P01) zamontowana 10 śrubami osłaniała strzelnicę obrony wejścia. Druga płyta – typu 78P9 (Stahl-Schartenplatte (MG) 78P9) została wmontowana w ścianę kazamaty bojowej. Miała ona wymiary 3,8 × 3 m, grubość 200 mm i masę 18 ton. Od wewnętrznej strony płyty dostawione było jarzmo kuliste w którym znajdowała się lufa środka ogniowego – prawdopodobnie był to wielkokalibrowy karabin maszynowy MG-115 lub MG-131. Kąt ostrzału wynosił 60°. Ponadto po bokach otworu ogniowego znajdowały się dwa małe otwory, przystosowane do peryskopów, ułatwiających obserwację przedpola. Pomiędzy pomieszczeniami znajdowały się gazoszczelne, stalowe drzwi. Dodatkowym elementem zabezpieczającym przed wtargnięciem nieprzyjaciela do schronu była powszechnie montowana krata przeciw szturmowa typu 491P2 (Gittertür für Zugänge 491P2). Niektóre schrony tego typu posiadały wbudowane w korytarzu wyjście ewakuacyjne. Na zewnątrz, wszystkie widoczne fragmenty schronu pokryte były kamuflażem, a całość dodatkowo nakrywała siatka maskująca.

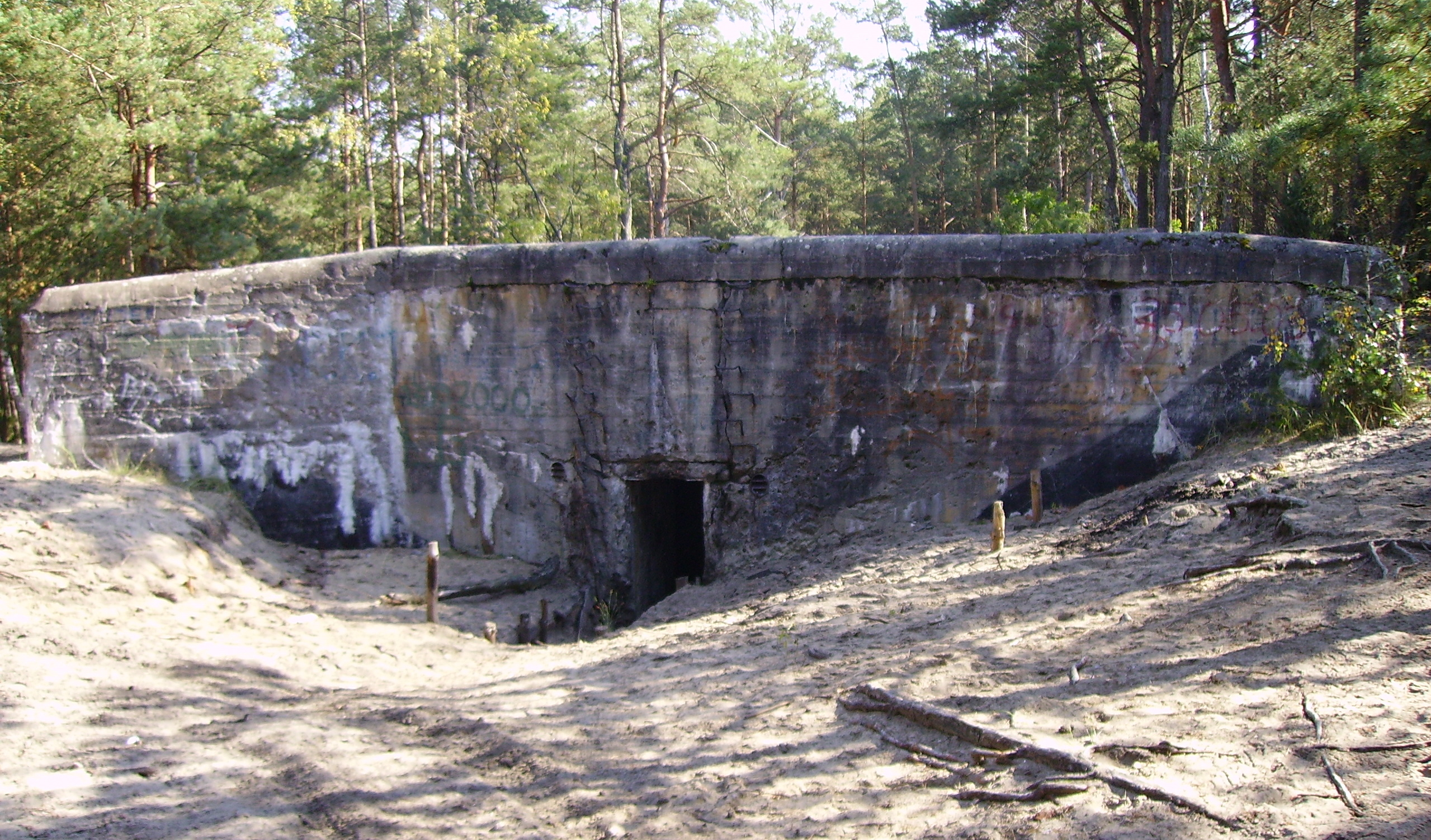
Ściana tylna z wejściem, Dąbrowiecka Góra
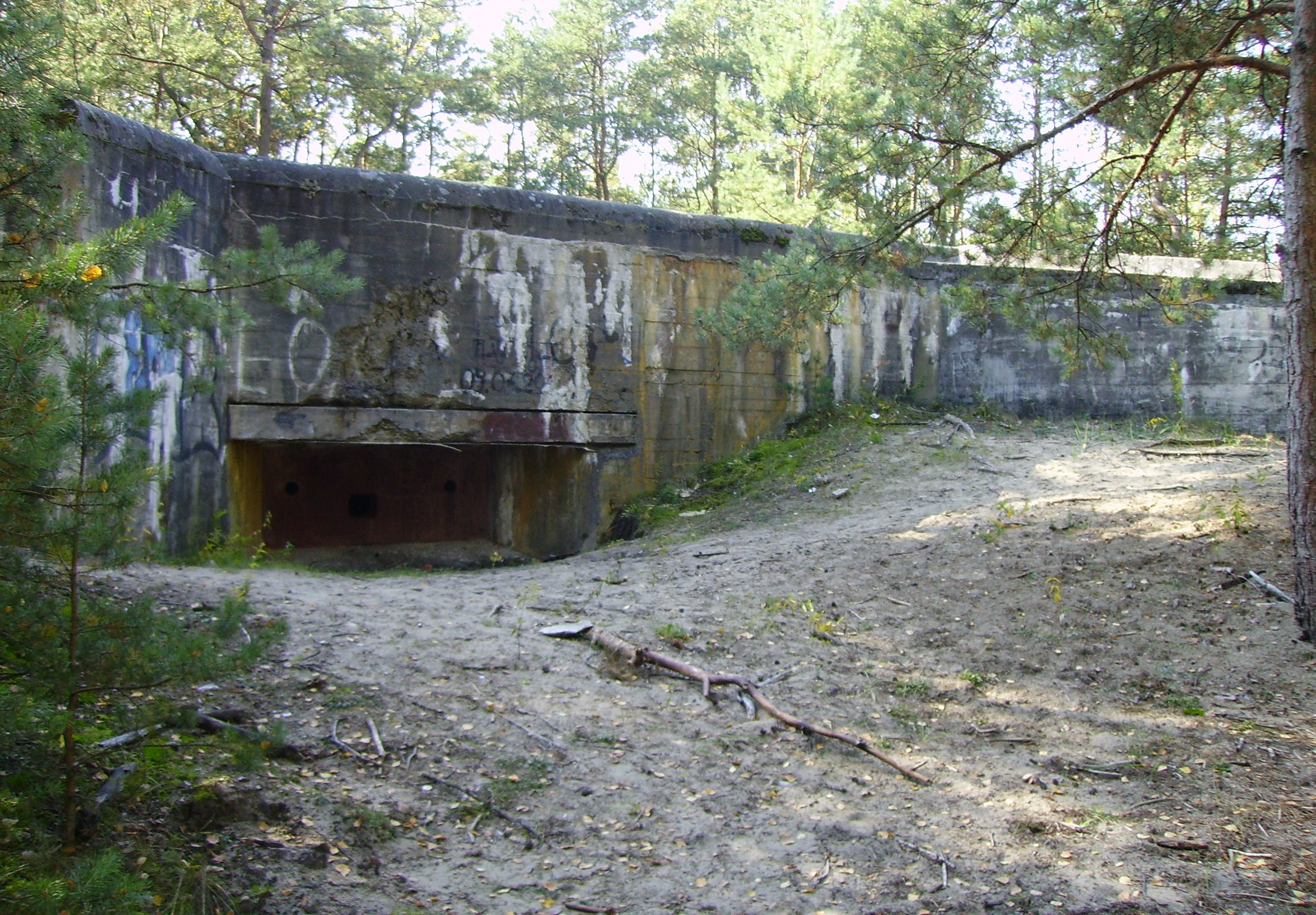
Ściana boczna ze strzelnicą, Dąbrowiecka Góra
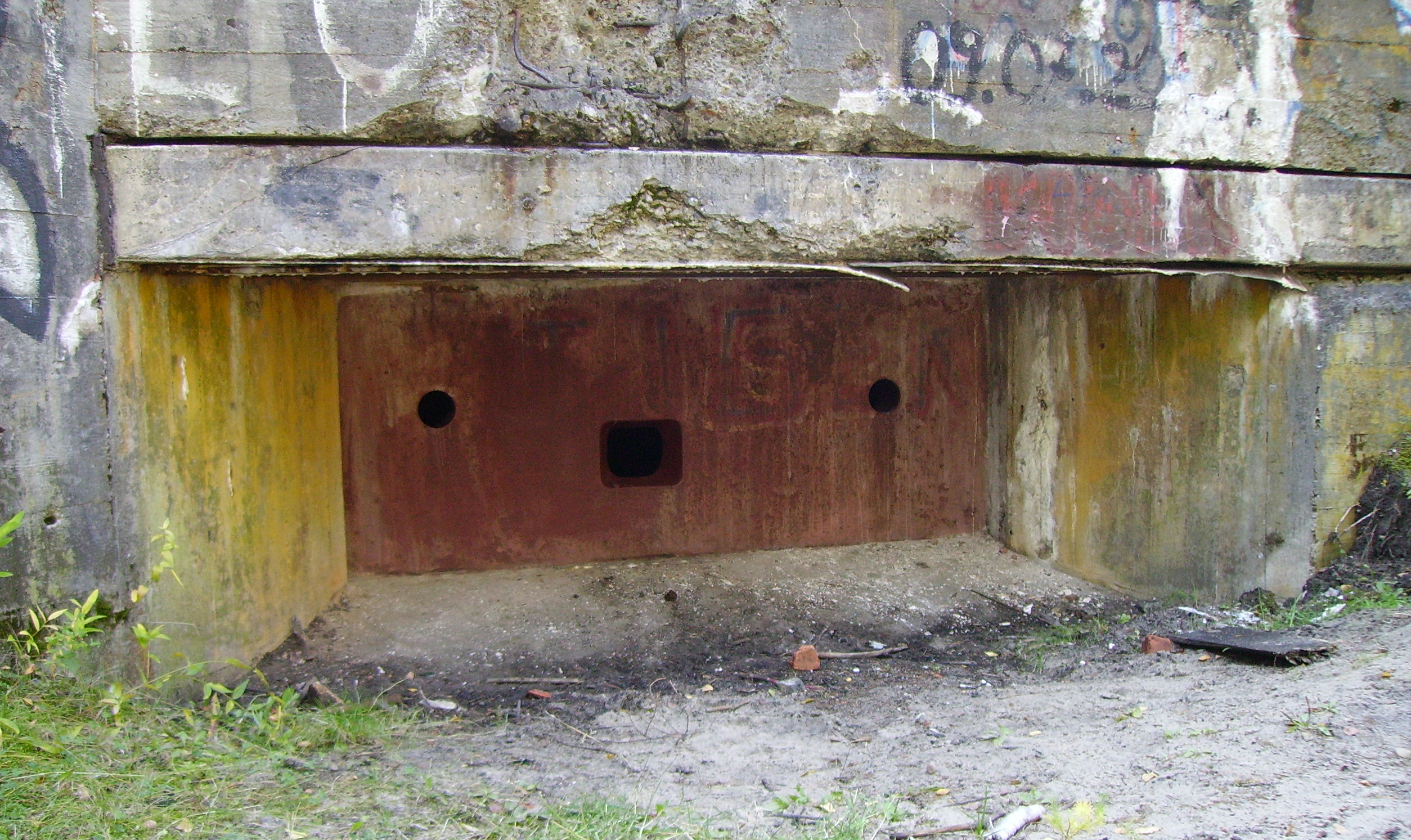
Płyta pancerna 78P9 z zewnątrz, Dąbrowiecka Góra
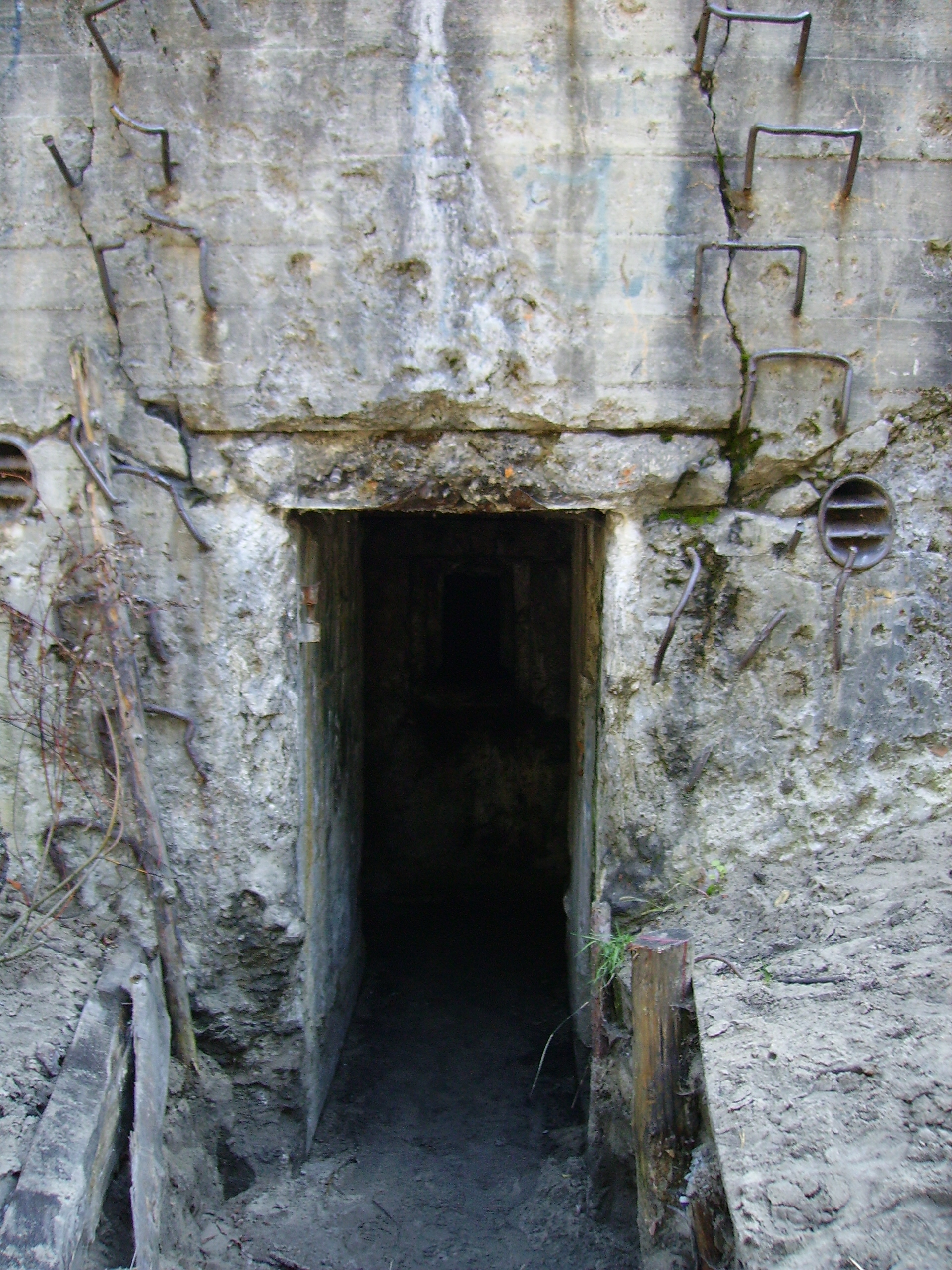
Wejście do schronu, Dąbrowiecka Góra
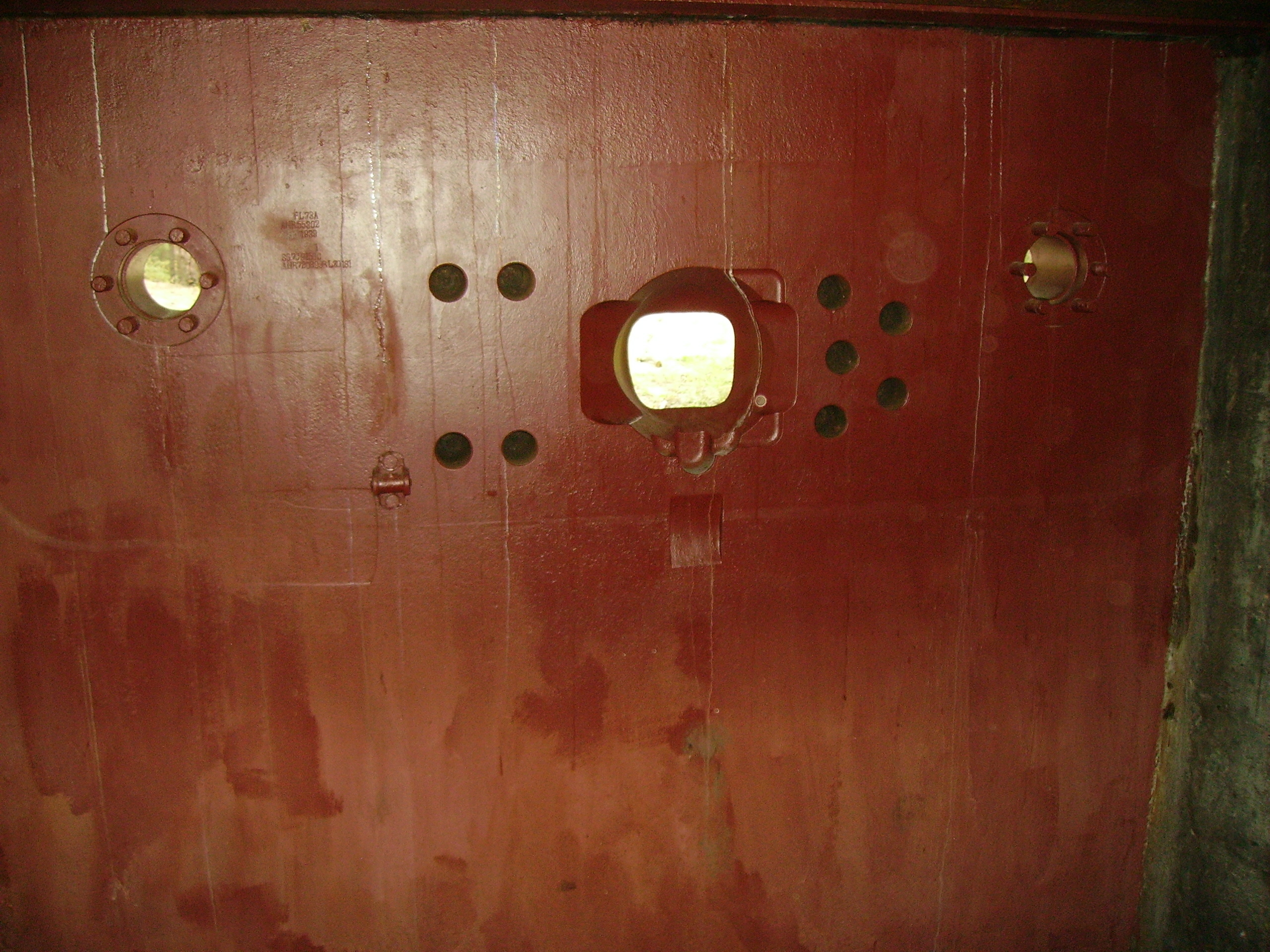
Płyta pancerna 78P9, Dąbrowiecka Góra
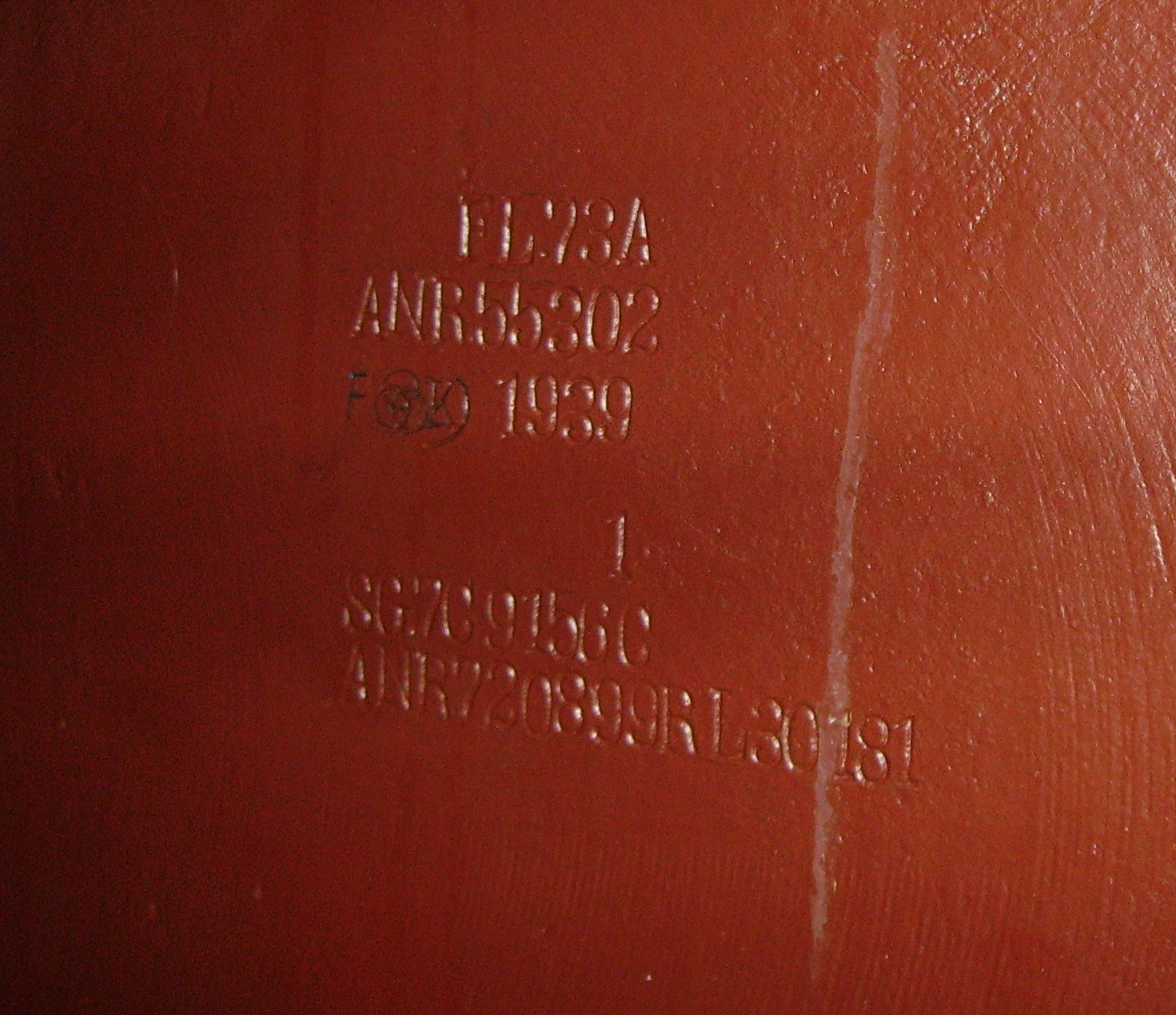
Oznaczenie płyty pancernej 78P9, Dąbrowiecka Góra
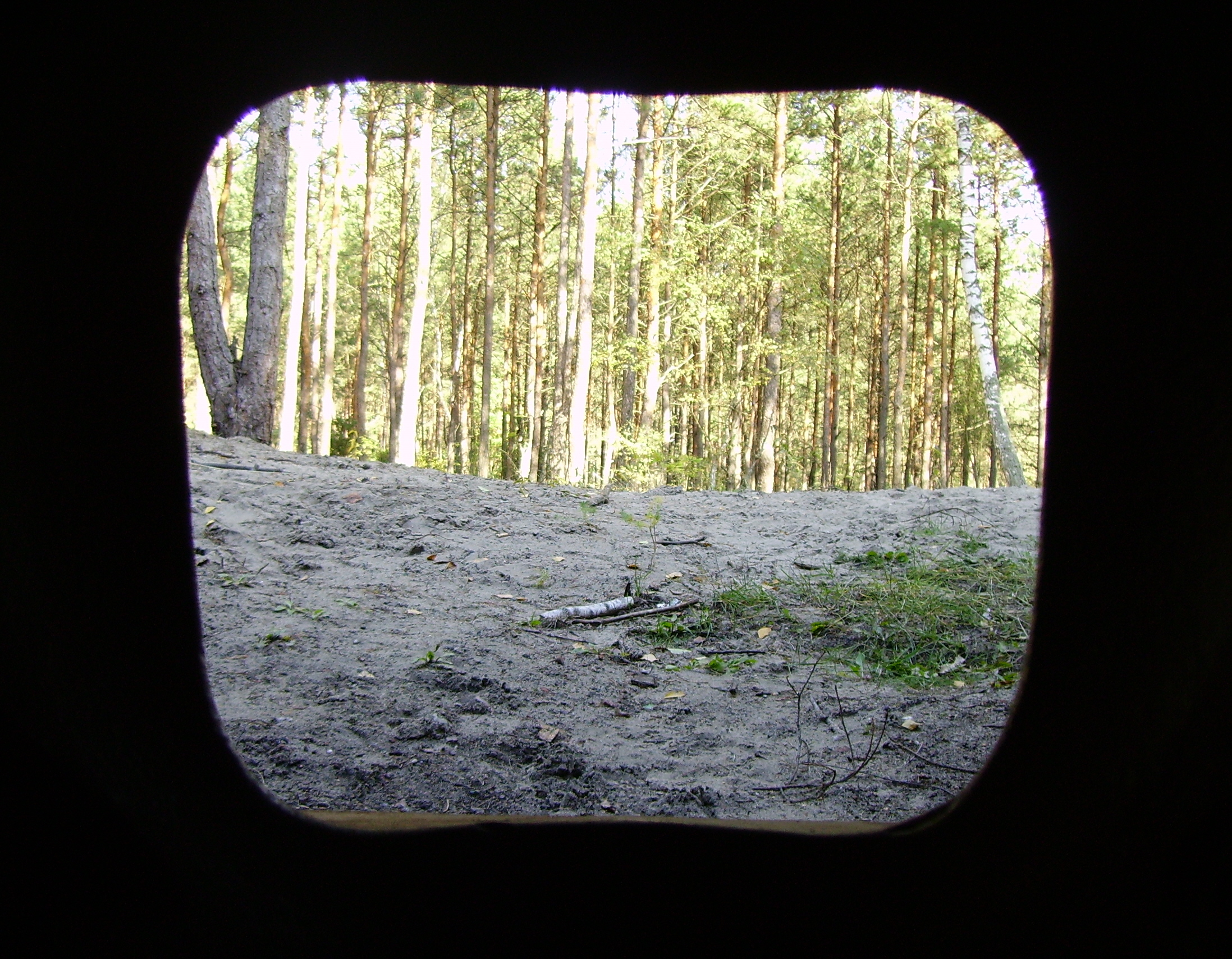
Widok na przedpole z pomieszczenia bojowego, Dąbrowiecka Góra
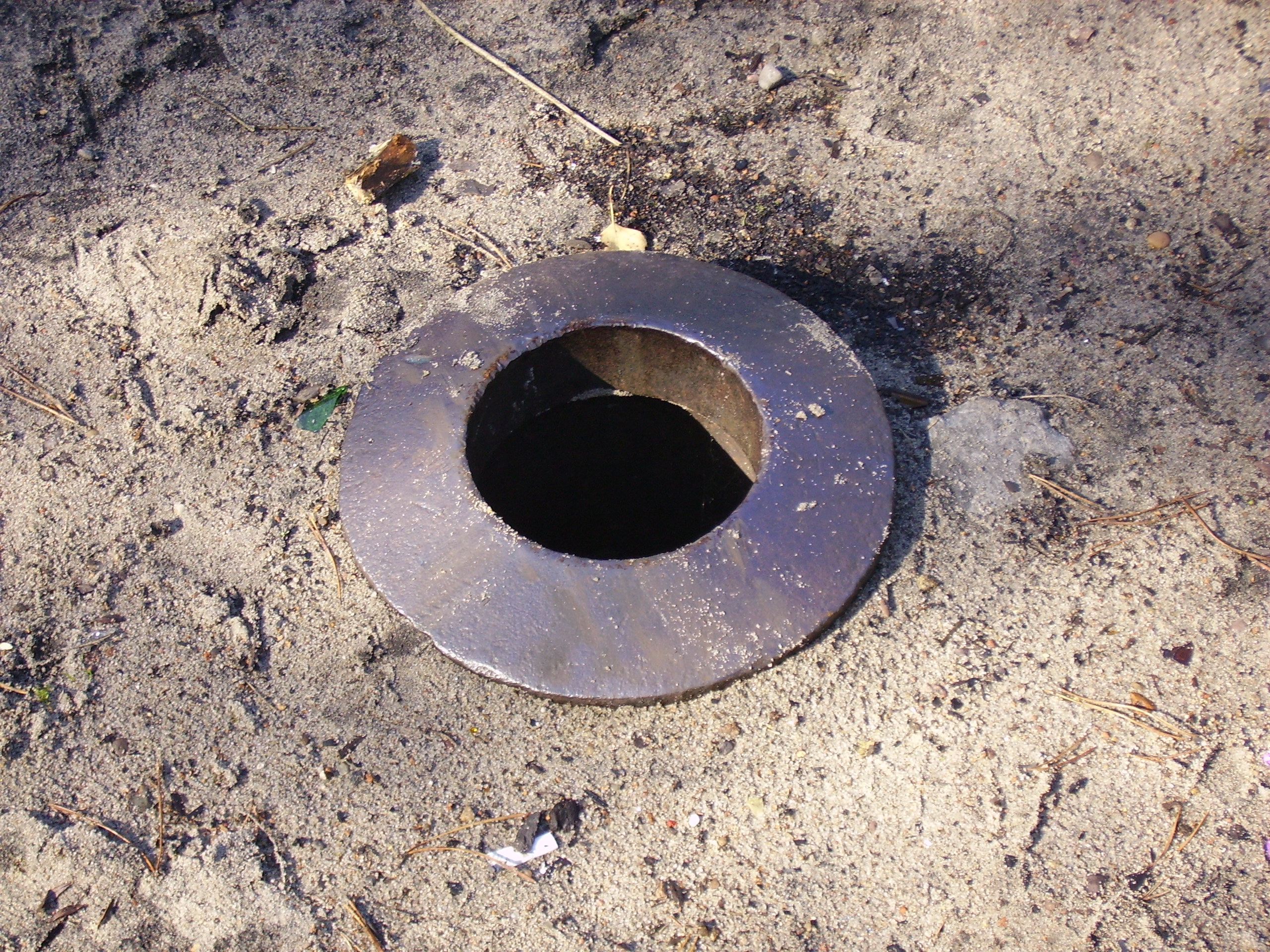
Osłona peryskopu, Dąbrowiecka Góra

## Infrastruktura

### Drogi rokadowe

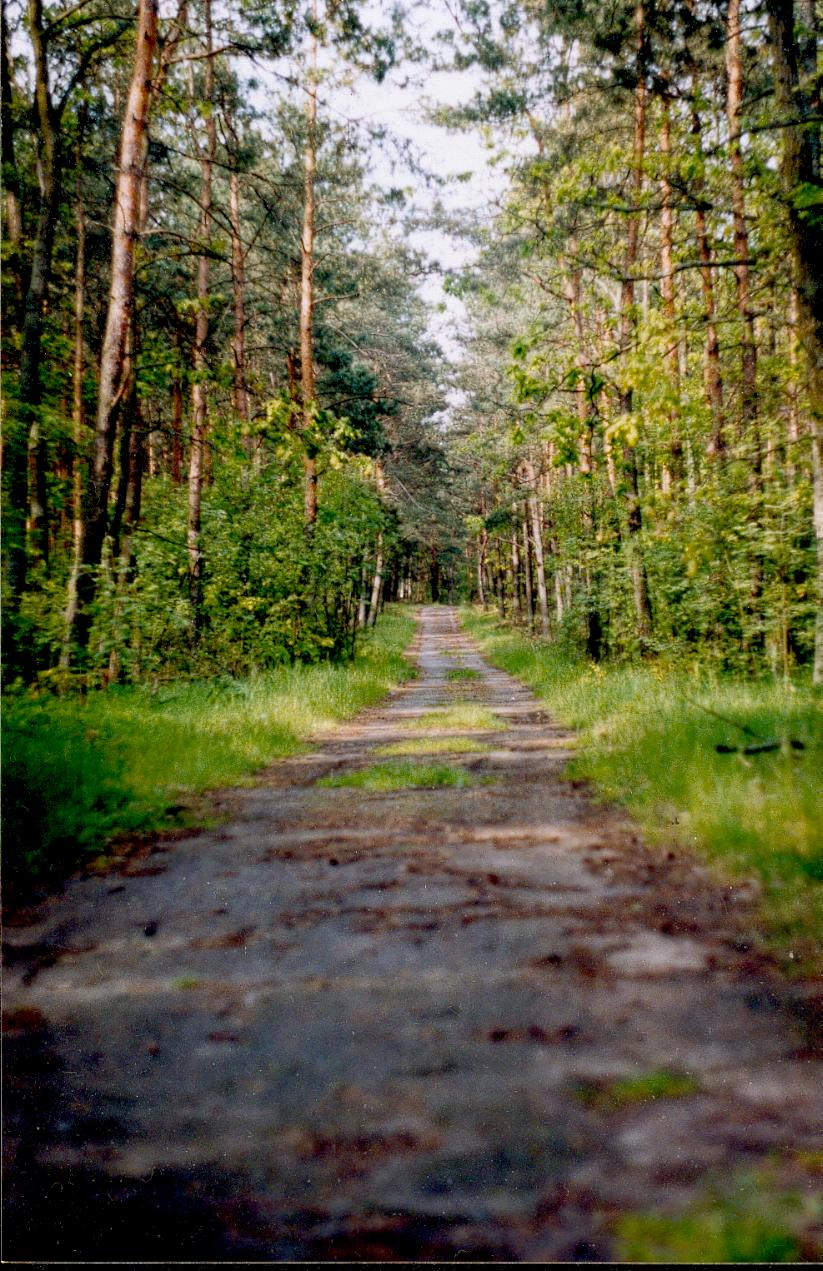
Droga rokadowa zbudowana na Przedmościu Warszawskim

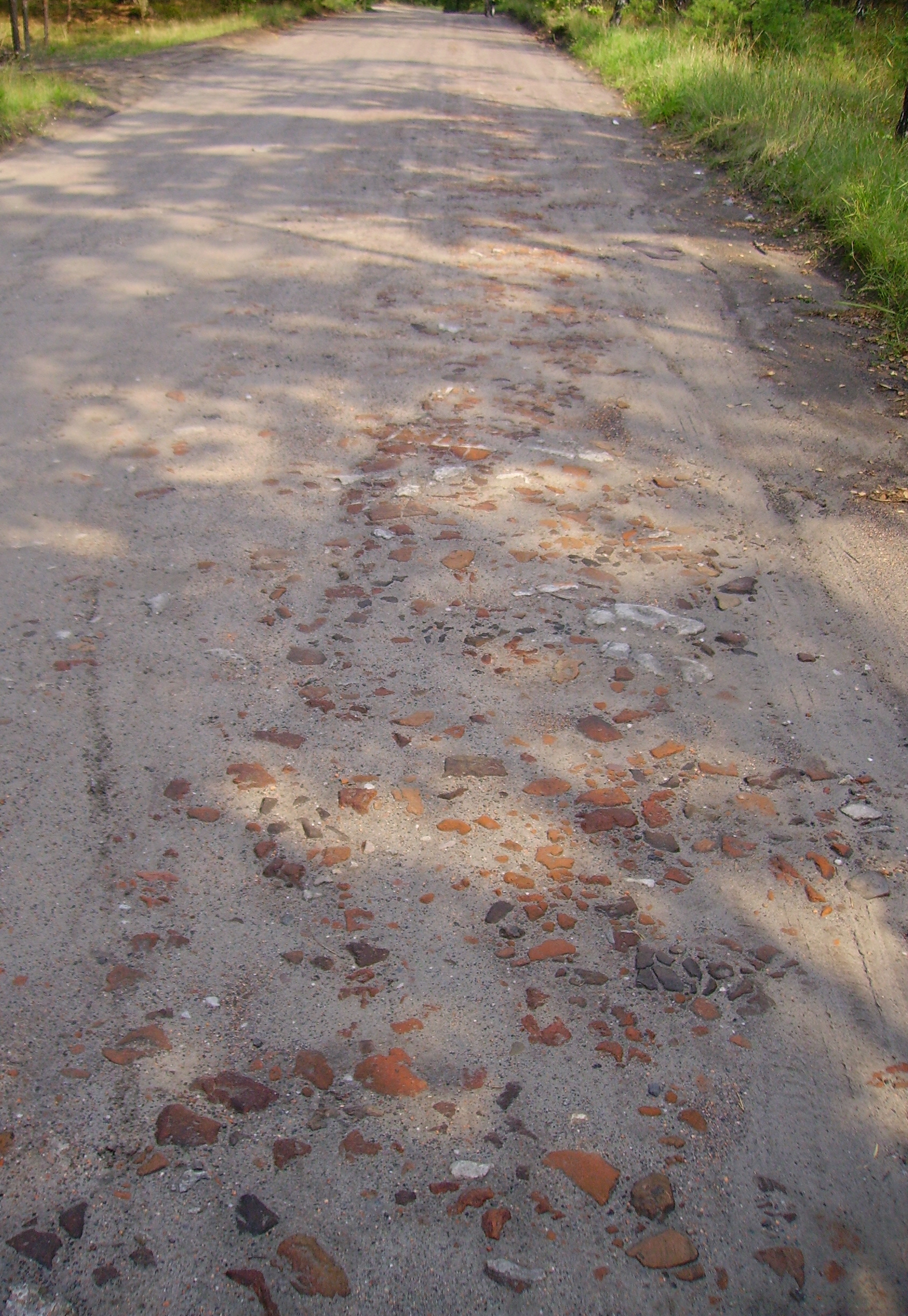
Fragment drogi rokadowej Aleksandrów – Wiązowna, z częściowo zachowaną nawierzchnią ceglaną

W celu zapewnienia swobodnej komunikacji do wznoszonych obiektów i wzdłuż planowanej linii obrony, już pod koniec XIX wieku zaplanowano budowę sieci dróg rokadowych. Prace te zapoczątkowali Rosjanie, budując drogę z Jabłonny przez Wieliszew do Zegrza o długości 11 km. Do roku 1910 całkowicie ukończono drogę rokadową biegnącą wzdłuż wznoszonych fortów na linii Beniaminów – Wawer. Droga ta biegła od Wawra przez Zielonkę, Marki, Wólkę Radzymińską do Nieporętu, gdzie łączyła się z wybudowaną wcześniej drogą z Jabłonny. Całkowita długość drogi wynosiła 30 km. Obie drogi, wytyczone na początku wieku, stanowią obecnie ważne fragmenty systemu drogowego Warszawy i okolic. Droga Jabłonna – Zegrze stanowi fragment trasy nr 61, natomiast droga Wawer – Nieporęt to w Warszawie ciąg ulic: Kaczeńca, Łysakowska, Rekrucka, Żołnierska wchodzących w skład drogi wojewódzkiej nr 631. Wraz z budową fortu Wawer, Rosjanie włączyli w sieć dróg fortecznych przedłużenie ulicy Grochowskiej w kierunku południowo-wschodnim, aż do Wawra. W celu zapewnienia należytej komunikacji z fortem Beniaminów, powstała droga z Nieporętu, przez Białobrzegi do Beniaminowa.
Kolejny etap rozbudowy dróg fortecznych na Przedmościu Warszawskim przypadł na okres niemieckiej okupacji podczas II wojny światowej. W trakcie gruntownej modernizacji linii Brückenkopf Warschau w latach 1940–1941, z polecenia niemieckich władz wojskowych wybudowano kilka nowych dróg oraz utwardzono dotychczas istniejące drogi gruntowe. W tym między innymi drogi:
- Beniaminów – Rynia (długość ok. 4 km)
- Aleksandrów – Wiązowna (długość ok. 2,5 km)
- Karczew – Dąbrowiecka Góra (długość ok. 5 km)
- Janów – Okoły – Pogorzel – Świerk (długość ok. 9 km)
- Otwock – Wólka Mlądzka (długość ok. 4,5 km)
- zachodnia obwodnica Wólki Młądzkiej (długość ok. 3 km)

Większość prac przy budowie dróg rokadowych została wykona przez polskie firmy budowlane. Przy budowie dróg w stronę Dąbrowieckiej Góry Niemcy wykorzystywali przymusowo ludność żydowską z pobliskiego Karczewa.
Do utwardzenia dróg użyto betonowych płyt oraz czerwonej cegły pochodzącej z celestynowskiej cegielni oraz ze zburzonych podczas kampanii wrześniowej budynków warszawskich. Czerwone cegły nadały drogom charakterystyczny kolor, stąd też wzięły się nieoficjalne, lokalne nazwy: Czerwona Droga, Czerwonka.
Galeria: Pozostałości nawierzchni ceglanej na drodze Aleksandrów – Wiązowna.

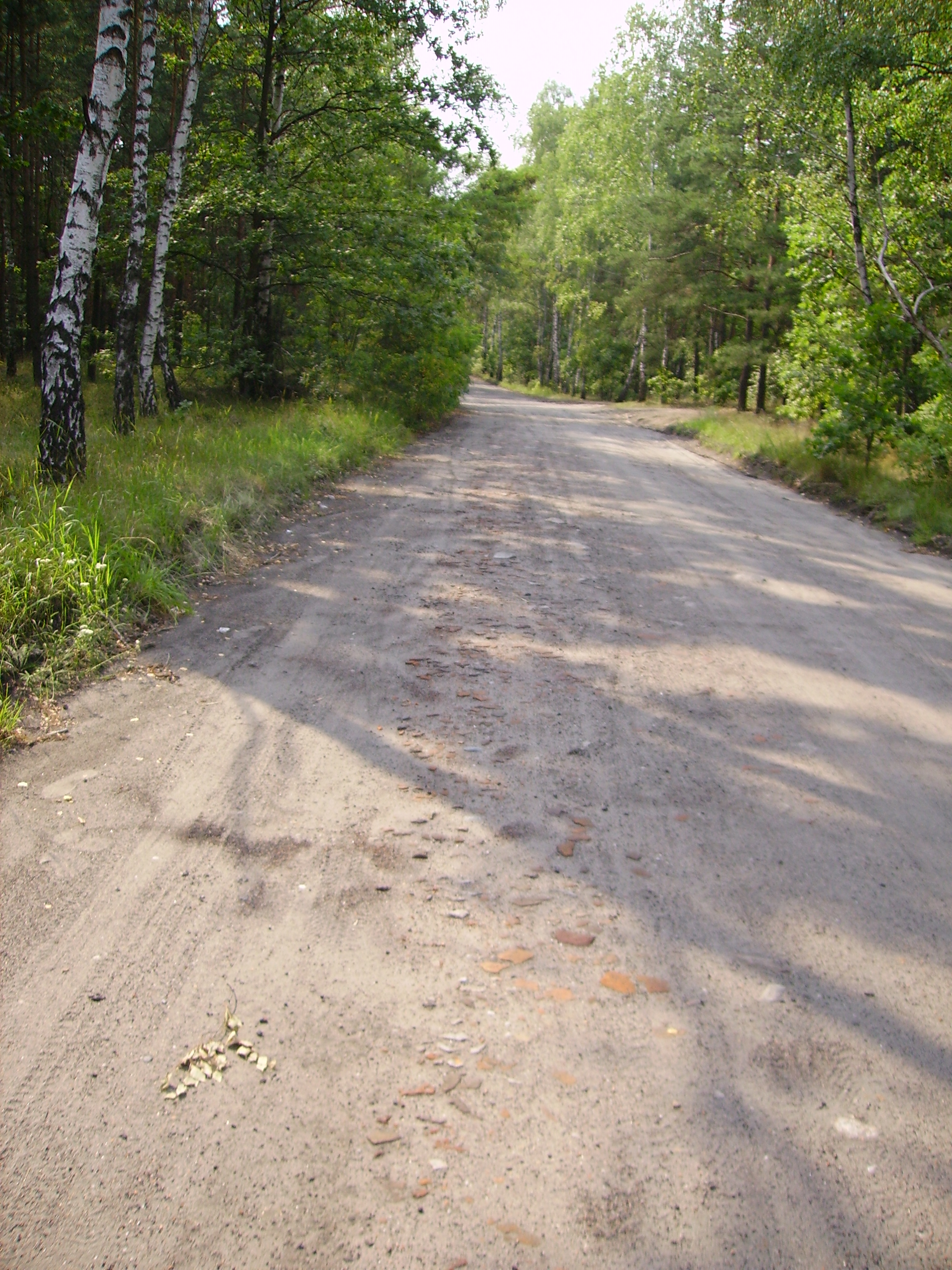
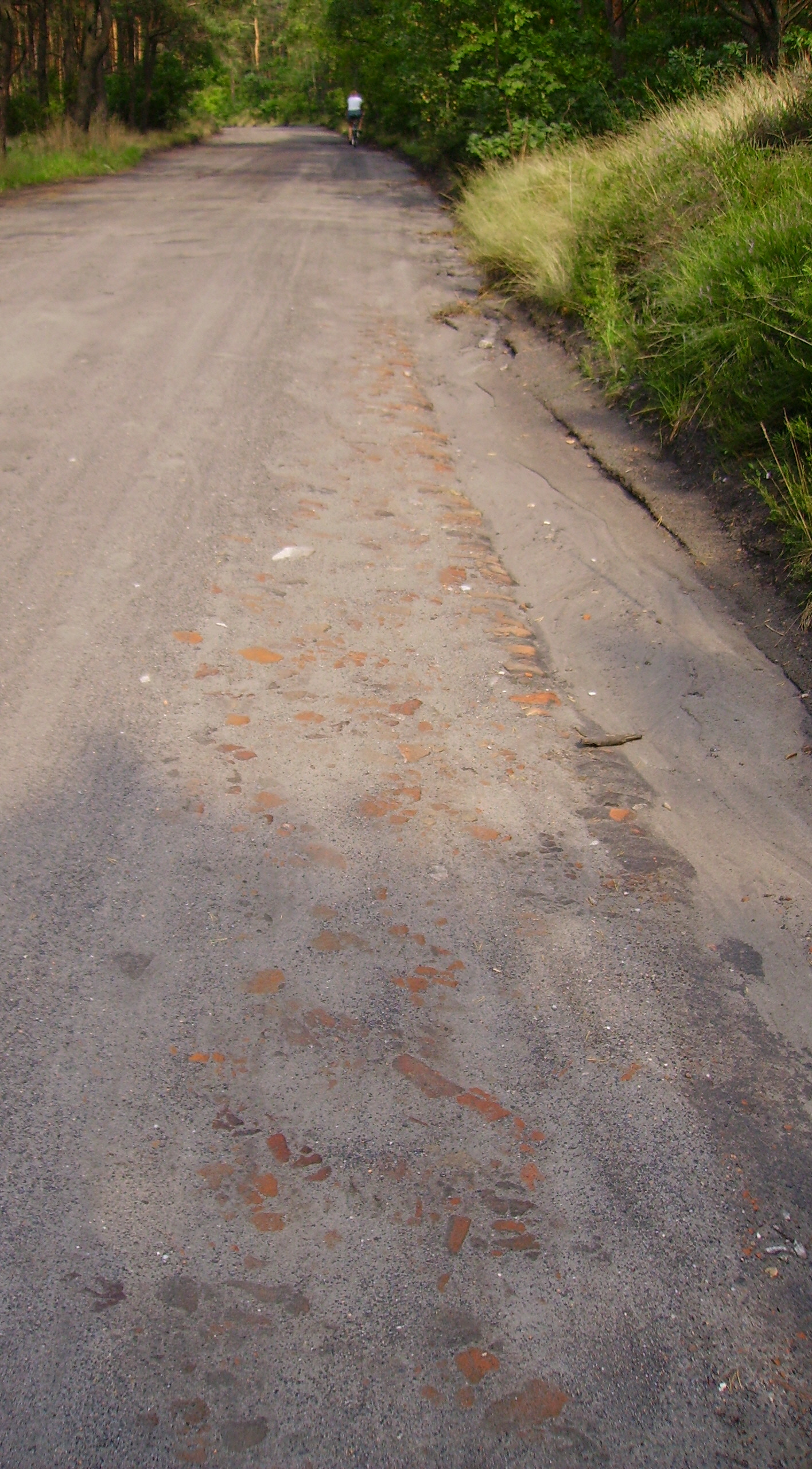
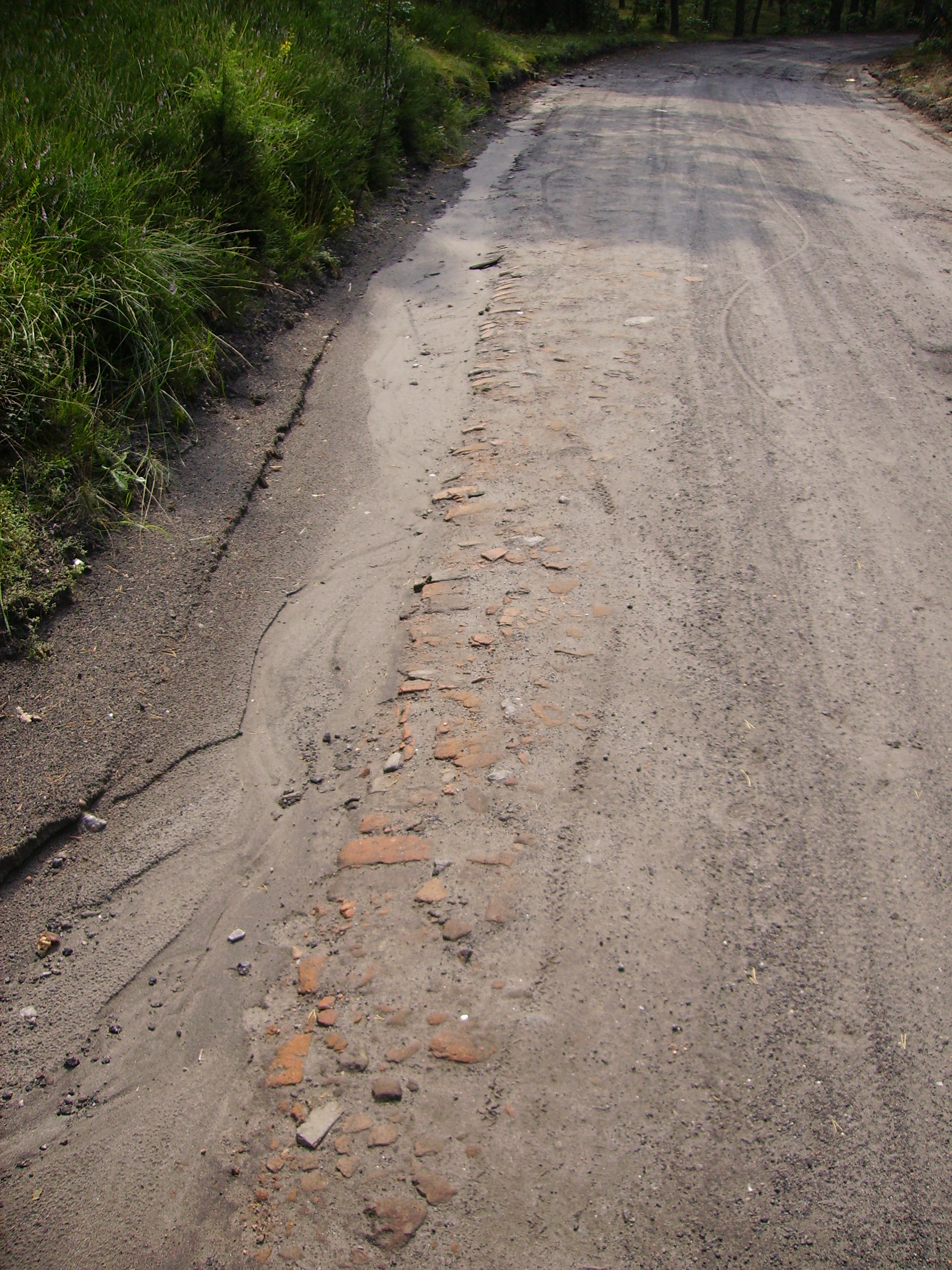

### Linie kolejowe
Już w fazie projektowania Warszawskiego Rejonu Fortecznego rosyjskie dowództwo planowało wykorzystać linie kolejowe celem usprawnienia komunikacji wewnętrznej obszaru fortecznego. Istniejące linie kolejowe:
- Nadwiślańska (Działdowo – Warszawa – Lublin – Kowel)
- Terespolska (Warszawa – Siedlce – Terespol)
- Petersburska (Warszawa – Białystok – Petersburg)

miały zostać uzupełnione siecią dodatkowych linii szeroko- i wąskotorowych. Już w 1898 Rosjanie oddali do użytku szerokotorową bocznicę wojskową o rozstawie szyn 1524 mm biegnącą z Jabłonny przez Wieliszew do Zegrza o łącznej długości 8 km.
Jednocześnie władze rosyjskie wydały prywatnym przedsiębiorcom pozwolenie na budowę dwóch linii wąskotorowych, na których przebieg znaczący wpływ mieli wojskowi sztabowcy. Pierwsza z nich, budowana w dwóch etapach, biegła z Warszawy do Radzymina. Pierwszy etap budowy: Warszawa Targówek – Marki Pustelnik został ukończony w 1897 r. W dwa lata później linię doprowadzono do Radzymina, dzięki czemu łączna długość trasy wyniosła 18 km. Szerokość toru wynosiła 800 mm. Drugą linią wąskotorową była Kolej Jabłonowska prowadząca z Jabłonny przez Wawer, Józefów, Otwock do Karczewa. Budowana etapami od 1899 do 1914, liczyła 45,6 km długości przy rozstawie torów wynoszącym 800 mm. Cała linia została oddana do użytku w 1914, tuż przed wybuchem I wojny światowej.
Podczas I wojny światowej obie wąskotorówki były wykorzystywane do transportu materiałów budowlanych oraz niemieckich saperów i robotników, pracujących przy budowie umocnień. Ponownie wykorzystane zostały na potrzeby wojska w sierpniu 1920, kiedy to wraz ze szlakami szerokotorowymi ułatwiały dyslokację oddziałów 1 Armii gen. Franciszka Latinika.
Jedyną linią kolejową wybudowaną wyłącznie na potrzeby linii umocnień Brückenkopf Warschau była kolej wąskotorowa Wawer – Nieporęt – Zegrze – Wieliszew. Jej budowa została zapoczątkowana przez władze rosyjskie w 1913 roku, ale z niewiadomych przyczyn szybko została przerwana. Do tego czasu ukończono większość nasypów, mostów i przepustów. Po zajęciu tych terenów przez armię niemiecką dokończenie budowy tej linii zostało zlecone Zarządowi Towarzystwa Warszawskich Dróg Żelaznych Podjazdowych oraz Zarządowi Kolei Dojazdowej Mareckiej. W pracach brały udział również niemieckie oddziały saperów kolejowych (niem. Eisenbahnpioniere).
Linia zaczynała się przy stacji kolejki jabłonowskiej w Wawrze, a kończyła się przy linii szerokotorowej Jabłonna – Zegrze, na zachód od Nieporętu. Całość biegła po zachodniej stronie drogi fortecznej Wawer – Zegrze oraz posiadała odgałęzienia do Białobrzegów oraz fortu Beniaminów. Jej długość wynosiła około 28 km, zaś rozstaw torów – 800 mm. Zbudowana w okresie wojennym, miała cechy linii prowizorycznej – nieutwardzone podtorze, nie obrobione podkłady kolejowe, wykorzystanie różnych typów szyn. Uroczyste oddanie do użytku nastąpiło 1 listopada 1916. Głównym przeznaczeniem trasy była obsługa wojskowego transportu towarowego składającego się głównie z drewna, węgla, materiałów budowlanych. Władze niemieckie na odcinku od Strugi do Zegrza zezwoliły również na ruch osobowy obsługiwany przez Marecką Kolej Dojazdową. Po zakończeniu „Wielkiej Wojny” wąskotorówka była nieużywana. Wzrost kosztów utrzymania oraz spadek przewozów spowodowały jej całkowitą likwidację w 1923.

## Walki w 1944

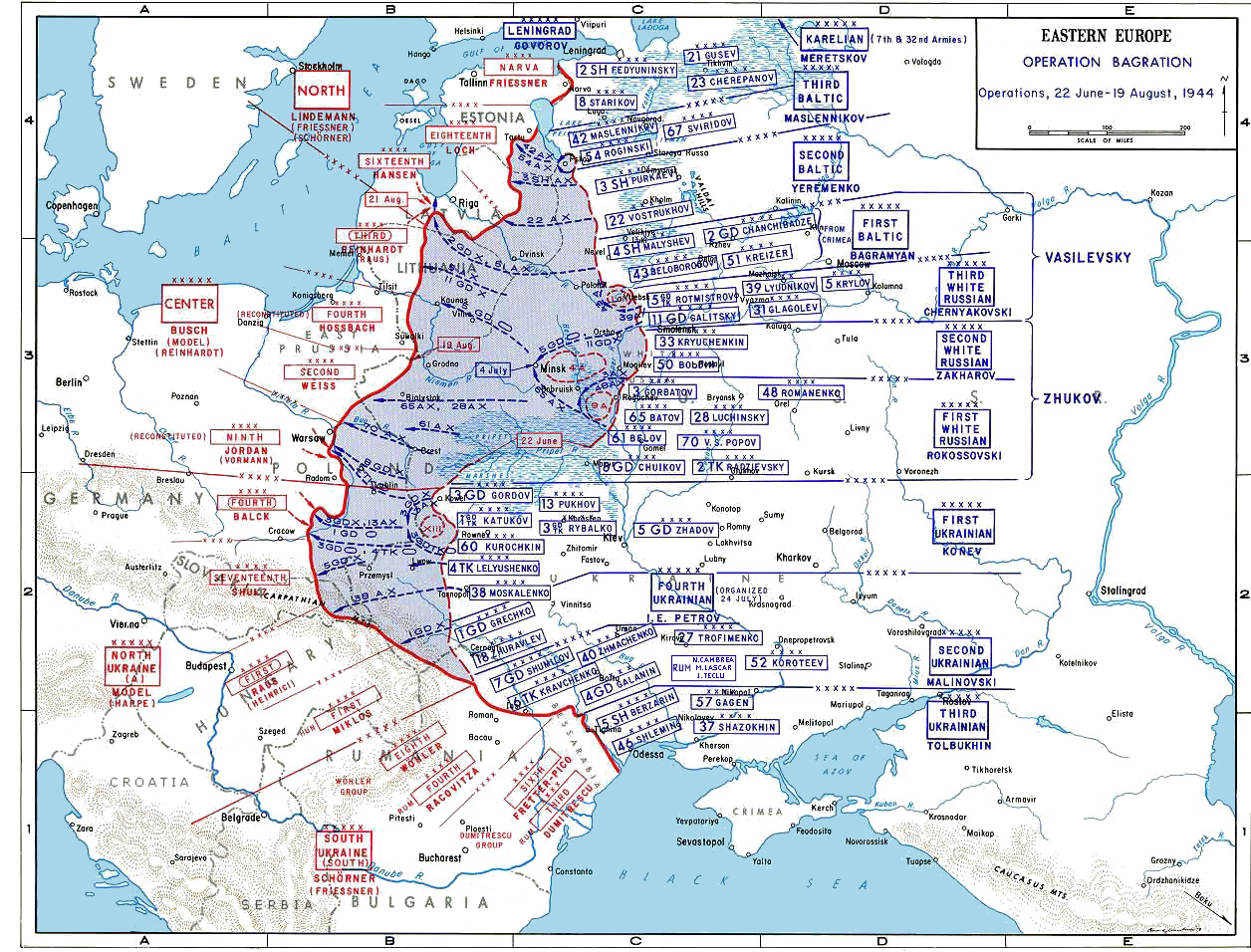
Dyslokacja wojsk obu stron i przebieg operacji Bagration

### Sytuacja na froncie
Trzy lata po niemieckim ataku na Związek Radziecki, 22 czerwca 1944, oddziały Armii Czerwonej przystąpiły do ofensywy pod kryptonimem Bagration (ros. Операция Багратион). Trzy radzieckie fronty:
- 1 Front Białoruski dowodzony przez marszałka Gieorgija Żukowa,
- 2 Front Białoruski pod dowództwem marszałka Konstantego Rokossowskiego,
- 3 Front Białoruski dowodzony przez generała Iwana Czerniachowskiego,

miały za zadanie opanowanie terenów białoruskiej SRR. Armia Czerwona przeznaczyła do wykonania tego zadania siły liczące łącznie 1 400 000 żołnierzy, zorganizowanych w 166 dywizjach, posiadających 5200 czołgów i dział samobieżnych, 31 700 dział i moździerzy. Wsparcie z powietrza zapewniało 6334 samolotów. Naprzeciw siłom tym wystawiona została niemiecka Grupa Armii „Środek” w składzie której wchodziły:
- 3 Armia Pancerna gen. Hansa-Georga Reinhardta (3. Armia Pancerna straszyła już tylko nazwą – na stanie miała więcej koni niż czołgów).
- 4 Armia generała Gottharda Heinrici,
- 9 Armia generała Nikolausa von Vormanna
- 9 Flota Powietrzna generała Roberta Rittera von Greima

W chwili ataku GA „Środek” obsadzała front długości tysiąca kilometrów 800 tysiącami żołnierzy zorganizowanymi w trzydzieści trzy dywizje piechoty i dwie dywizje pancerne.
Plan operacji przewidywał jednoczesne uderzenie w sześciu kierunkach w celu zdobycia czterech miast: Witebska, Orszy, Mohylewa i Bobrujska, które stanowiły zorganizowany system obrony wojsk feldmarszałka Ernsta von Buscha – dowódcy Grupy Armii „Środek”. Rosjanie, pamiętający olbrzymie straty z 1941, nie próbowali atakować frontalnie jednostek niemieckich. Preferować zaczęto likwidacje wrogich zgrupowań poprzez okrążanie. W tym celu po zajęciu wyznaczonych punktów armie białoruskich frontów miały skierować się w stronę Mińska, aby zamknąć w kotle i zniszczyć jednostki GA „Środek”. Po zdobyciu stolicy Białorusi dowództwo radzieckie planowało wespół z rozpoczynającą się na południu operacją lwowsko-sandomierską wkroczyć na ziemie polskie do linii Wisły.